# Lista de personagens de Agents of S.H.I.E.L.D.

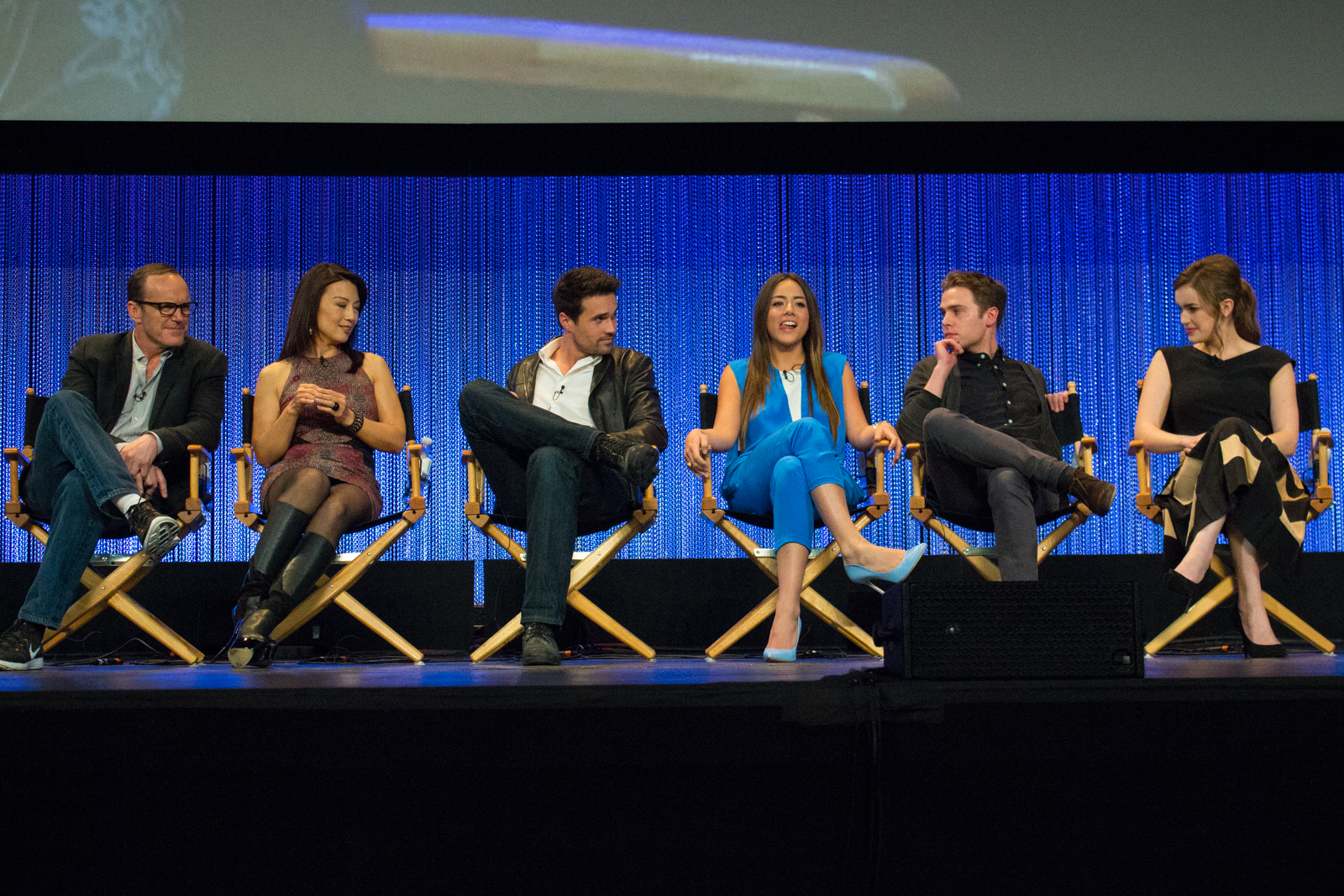
Elenco principal de Agents of S.H.I.E.L.D. no Playfest 2014. Da esquerda para a direita: Gregg, Wen, Dalton, Bennet, De Caestecker, e Henstridge

Agents of S.H.I.E.L.D. é uma série de televisão americana criada para ABC por Joss Whedon, Jed Whedon e Maurissa Tancharoen, com base na organização S.H.I.E.L.D. (Superintendência Humana de Intervenção, Espionagem, Logística e Dissuasão) da Marvel Comics, uma agência ficcional de paz e espionagem em um mundo de super-heróis. É ambientada no Universo Cinematográfico Marvel, compartilhando continuidade com os filmes e os curtas-metragens da franquia.
A série é protagonizada por Clark Gregg, reprisando o papel de Phil Coulson dos filmes, e Ming-Na Wen, Brett Dalton, Chloe Bennet, Iain De Caestecker e Elizabeth Henstridge. Nick Blood e Adrianne Palicki juntaram-se ao elenco para a segunda e terceira temporadas, enquanto Henry Simmons e Luke Mitchell tiveram papéis recorrentes na segunda temporada antes de ser promovido para o elenco principal na terceira. John Hannah, que retornou na terceira temporada, se juntou ao elenco principal na quarta. Além disso, vários outros personagens dos filmes e curtas do Universo Cinematográfico Marvel também aparecem ao longo da série, juntamente com outros personagens baseados em várias propriedades da Marvel Comics. Vários personagens da série também aparecem na série digital Agents of S.H.I.E.L.D.: Slingshot.
A seguir se apresenta a lista de personagens apresentados na série, esta lista inclui o elenco principal da série, todas as estrelas convidadas que tiveram papéis recorrentes ao longo da série e qualquer outro convidado que seja notável.

## Visão Geral
| Personagens                     | Interpretado por        | Primeira Aparição                        | Temporadas   | Temporadas   | Temporadas   | Temporadas   | Temporadas   | Temporadas   | Temporadas |
| Personagens                     | Interpretado por        | Primeira Aparição                        | 1            | 2            | 3            | 4            | 5            | 6            | 7          |
| ------------------------------- | ----------------------- | ---------------------------------------- | ------------ | ------------ | ------------ | ------------ | ------------ | ------------ | ---------- |
| Elenco Principal                |                         |                                          |              |              |              |              |              |              |            |
| Phil Coulson                    | Clark Gregg             | "Piloto"                                 | Principal    | Principal    | Principal    | Principal    | Principal    | Principal    |            |
| Sarge / Pachakutiq              | Clark Gregg             | "Peças Faltando"                         |              |              |              |              |              | Principal    |            |
| Phil Coulson (Chronicom L.M.D.) | Clark Gregg             | "Vida Nova"                              |              |              |              |              |              | Principal    | Principal  |
| Melinda May                     | Ming-Na Wen             | "Piloto"                                 | Principal    | Principal    | Principal    | Principal    | Principal    | Principal    | Principal  |
| Grant Ward                      | Brett Dalton            | "Piloto"                                 | Principal    | Principal    | Principal    | Recorrente   |              |              |            |
| H.I.V.E.                        | Brett Dalton            | "4,722 Horas"                            |              |              | Principal    |              |              |              |            |
| Daisy Johnson                   | Chloe Bennet            | "Piloto"                                 | Principal    | Principal    | Principal    | Principal    | Principal    | Principal    | Principal  |
| Leo Fitz                        | Iain De Caestecker      | "Piloto"                                 | Principal    | Principal    | Principal    | Principal    | Principal    | Principal    | Principal  |
| Jemma Simmons                   | Elizabeth Henstridge    | "Piloto"                                 | Principal    | Principal    | Principal    | Principal    | Principal    | Principal    | Principal  |
| Lance Hunter                    | Nick Blood              | "Sombras"                                |              | Principal    | Principal    |              | Participação |              |            |
| Bobbi Morse                     | Adrianne Palicki        | "Um Cordeiro na Casa do Lobo"            |              | Principal    | Principal    |              |              |              |            |
| Alphonso "Mack" Mackenzie       | Henry Simmons           | "Sombras"                                |              | Recorrente   | Principal    | Principal    | Principal    | Principal    | Principal  |
| Lincoln Campbell                | Luke Mitchell           | "Pós-Vida"                               |              | Recorrente   | Principal    |              |              |              |            |
| Holden Radcliffe                | John Hannah             | "John Hannah"                            |              |              | Recorrente   | Principal    |              |              |            |
| Elena "Yo-Yo" Rodriguez         | Natalia Codova-Buckley  | "Dando um Pulinho no Passado"            |              |              | Recorrente   | Recorrente   | Principal    | Principal    | Principal  |
| Deke Shaw                       | Jeff Ward               | "Orientação"                             |              |              |              |              | Recorrente   | Principal    | Principal  |
| Elenco Recorrente               |                         |                                          |              |              |              |              |              |              |            |
| Mike Peterson Deathlok          | J. August Richards      | "Piloto"                                 | Recorrente   | Participação |              |              | Participação |              |            |
| Ian Quinn                       | David Conrad            | "A Carga"                                |              |              |              |              | Recorrente   | Principal    | Principal  |
| Raina                           | Ruth Negga              | "A Garota do Vestido Florido"            | Recorrente   | Recorrente   |              |              | Participação |              |            |
| Victoria Hand                   | Saffron Burrows         | "A Central"                              | Recorrente   |              |              |              |              |              |            |
| Davis                           | Maximiliano Osinski     | "Reparos"                                | Participação |              |              | Participação | Recorrente   | Recorrente   |            |
| John Garrett Clarividente       | Bill Paxton             | "T.A.I.T.I."                             | Recorrente   |              |              |              |              |              |            |
| Antoine Triplett                | B. J. Britt             | "T.A.I.T.I."                             | Recorrente   | Recorrente   |              | Recorrente   |              |              |            |
| Glenn Talbot Graviton           | Adrian Pasdar           | "Providência"                            | Participação | Recorrente   | Recorrente   | Recorrente   | Recorrente   |              |            |
| The Koenigs                     | Patton Oswalt           | "Providência"                            | Participação | Recorrente   |              | Participação |              |              |            |
| Calvin Zabo                     | Kyle MacLachlan         | "O Começo do Fim"                        | Participação | Recorrente   |              |              |              |              |            |
| Daniel Whitehall                | Reed Diamond            | "Sombras"                                |              | Recorrente   | Participação |              | Participação |              |            |
| Sunil Bakshi                    | Simon Kassianides       | "Sombras"                                |              | Recorrente   |              | Participação |              |              |            |
| Carl Creel                      | Brian Patrick Wade      | "Sombras"                                |              | Participação | Participação |              | Recorrente   |              |            |
| Kara Palamas Agente 33          | Maya Stojan             | "Fazendo Amigos e Influenciando Pessoas" |              | Recorrente   |              |              |              |              |            |
| Jiaying Johnson                 | Dichen Lachman          | "Coisas que Sepultamos"                  |              | Recorrente   |              |              |              |              |            |
| Gordon                          | Jamie Harris            | "No Que Se Tornaram"                     |              | Recorrente   |              |              |              |              |            |
| Andrew Garner Lash              | Blair Underwood         | "Um de Nós"                              |              | Participação | Recorrente   |              |              |              |            |
| Andrew Garner Lash              | Matthew Willig          | "Leis da Natureza"                       |              |              | Recorrente   |              | Participação |              |            |
| Robert Gonzales                 | Edward James Olmos      | "Amor no Tempo da Hidra"                 |              | Recorrente   |              |              |              |              |            |
| Alisha Whitley                  | Alicia Vela-Bailey      | "Cicatrizes"                             |              | Participação | Recorrente   |              |              |              |            |
| Kebo                            | Daz Crawford            | "S.O.S."                                 |              | Participação | Recorrente   |              |              |              |            |
| Rosalind Price                  | Constance Zimmer        | "Leis da Natureza"                       |              |              | Recorrente   |              |              |              |            |
| Luther Banks                    | Andrew Howard           | "Leis da Natureza"                       |              |              | Recorrente   |              |              |              |            |
| Joey Gutierrez                  | Juan Pablo Raba         | "Leis da Natureza"                       |              |              | Recorrente   |              |              |              |            |
| Werner Von Strucker             | Spencer Treat Clark     | "A Diretriz da Máquina"                  |              |              | Recorrente   |              | Recorrente   |              |            |
| Gideon Malick                   | Powers Boothe           | "Escondido Entre Nós"                    |              |              | Recorrente   |              |              |              |            |
| Giyera                          | Mark Decascos           | "Muitas Cabeças, Uma História"           |              |              | Recorrente   |              |              |              |            |
| Polly Hinton                    | Lola Glaudini           | "Espaço-Tempo"                           |              |              | Participação |              | Recorrente   |              |            |
| J. T. James Hellfire            | Axle Whitehead          | "Perdido no Paraíso"                     |              |              | Recorrente   | Participação |              |              |            |
| Anderson                        | Alexander Wraith        | "Perdido no Paraíso"                     |              |              | Participação | Participação |              |              |            |
| Piper                           | Briana Venskus          | "Experimentos Falhos"                    |              |              | Participação | Participação | Recorrente   | Recorrente   |            |
| AIDA "Ophelia" Madame Hidra     | Mallory Jansen          | "Ascensão"                               |              |              | Participação | Recorrente   |              |              |            |
| Robbie Reyes Motorista Fantasma | Gabriel Luna            | "O Fantasma"                             |              |              |              | Recorrente   |              |              |            |
| Gabe Reyes                      | Lorenzo James Henrie    | "O Fantasma"                             |              |              |              | Recorrente   |              |              |            |
| Lucy Bauer                      | Lilli Birdsel           | "O Fantasma"                             |              |              |              | Recorrente   |              |              |            |
| Jeffrey Mace O Patriota         | Jason'O Mara            | "Conhecendo o Novo Chefe"                |              |              |              | Recorrente   |              |              |            |
| Ellen Nadeer                    | Parminder Nagra         | "Revolta"                                |              |              |              | Recorrente   |              |              |            |
| Burrows                         | Patrick Cavanaugh       | "Revolta"                                |              |              |              | Recorrente   |              |              |            |
| Eli Morrow                      | José Zúñiga             | "Deixe-me Ficar Perto do Seu Fogo"       |              |              |              | Recorrente   |              |              |            |
| Anton Ivanov O Superior         | Zach McGowan            | "Sopa de Batata Quente"                  |              |              |              | Recorrente   | Participação |              |            |
| Hope MacKenzie                  | Jordan Rivera           | "Identidade e Mudança"                   |              |              |              | Recorrente   |              |              |            |
| Enoch                           | Joel Stoffer            | "Fim do Mundo"                           |              |              |              | Participação | Recorrente   | Recorrente   | Recorrente |
| Tess                            | Eve Harlow              | "Orientação"                             |              |              |              |              | Recorrente   |              |            |
| Kasius                          | Dominic Rains           | "Orientação"                             |              |              |              |              | Recorrente   |              |            |
| Sinara                          | Florence Faivre         | "Orientação"                             |              |              |              |              | Recorrente   |              |            |
| Grill                           | Pruitt Taylor Vince     | "Orientação"                             |              |              |              |              | Recorrente   |              |            |
| Flint                           | Coy Stewart             | "Uma Vida Passada"                       |              |              |              |              | Recorrente   | Participação |            |
| Hale                            | Catherine Dent          | "Rebobinar"                              |              |              |              |              | Recorrente   |              |            |
| Ruby                            | Dove Cameron            | "Todos Os Confortos Do Lar"              |              |              |              |              | Recorrente   |              |            |
| Qovas                           | Peter Mensah            | "O Complexo Do Demônio"                  |              |              |              |              | Recorrente   |              |            |
| Marcus Benson                   | Barry Shabaka Henley    | "Peças Faltando"                         |              |              |              |              |              | Recorrente   |            |
| Keller                          | Lucas Bryant            | "Peças Faltando"                         |              |              |              |              |              | Recorrente   |            |
| Jaco                            | Winston James Francis   | "Peças Faltando"                         |              |              |              |              |              | Recorrente   |            |
| Snowflake                       | Brooke Williams         | "Peças Faltando"                         |              |              |              |              |              | Recorrente   |            |
| Pax                             | Matt O'Leary            | "Peças Faltando"                         |              |              |              |              |              | Recorrente   |            |
| Malachi                         | Christopher James Baker | "Medo e Repulsa no Planeta de Kitson"    |              |              |              |              |              | Recorrente   |            |
| Izel                            | Karolina Wydra          | "Toldja"                                 |              |              |              |              |              | Recorrente   |            |

## Elenco Principal

### Phil Coulson

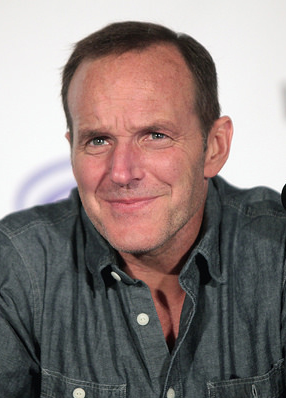
Clark Gregg

Phillip "Phil" Coulson (interpretado por Clark Gregg) foi o agente S.H.I.E.L.D. encarregado do Projeto T.A.I.T.I., que pretendia trazer de volta à vida um potencial Vingador morto, usando uma droga derivada de um cadáver alienígena antigo. Após sua morte em Os Vingadores, Fury ressuscitou Coulson usando T.A.I.T.I. e teve suas memórias do projeto substituídas. Coulson reúne uma equipe de agentes e eles viajam pelo mundo lidando com casos novos e estranhos. Durante esse tempo, Hydra é revelada por ter se infiltrado no S.H.I.E.L.D., levando ao desaparecimento do último. Fury faz de Coulson o novo diretor da S.H.I.E.L.D. e o encarrega de reconstruir a agência "do jeito certo". Coulson se envolve romanticamente com Rosalind Price, líder de uma força-tarefa anti-desumana do governo, até sua morte nas mãos de Grant Ward, um dos ex-agentes de Coulson. Ele se vinga ao esmagar o peito de Ward com a mão protética. Após a assinatura dos Acordos de Sokovia, S.H.I.E.L.D. é legitimada, com o ainda oficialmente morto Coulson substituído como diretor. Na realidade virtual do Framework, Coulson ensina sobre os perigos dos Inumanos. Mais tarde, é descoberto que Phil Coulson está morrendo devido ao efeito colateral de ter o Motorista Fantasma nele durante a batalha final com Aida. Após a batalha final com Glenn Talbot, com aprimoramento de graviton, Coulson se retira para viver seus últimos dias no Taiti com May.
Phil Coulson foi criado para o filme Homem de Ferro; ele foi o primeiro agente S.H.I.E.L.D. introduzido no MCU, e foi interpretado por Gregg, que passou a interpretar o personagem em vários outros filmes do MCU e Marvel One-Shots. Na Comic-Con de Nova York de 2012, Gregg foi anunciado como protagonista, Coulson, em Agents of S.H.I.E.L.D., apesar do personagem ter morrido em Os Vingadores. Em abril de 2013, Gregg disse que havia encontrado a explicação do criador Joss Whedon para a ressurreição de Coulson. "fascinante" e "fiel ao mundo dos quadrinhos e da mitologia em geral". Sobre se o ressuscitado Coulson seria o mesmo de antes de morrer, Gregg disse: "Acho que se ele não tivesse passado por algum tipo de depois de Coulson ser promovido a diretor da S.H.I.E.L.D., Gregg disse: "Ele meio que conseguiu o emprego dos seus sonhos que eu nem acho que ele jamais sonharia que receberia... vai exigir que ele se mova um pouco na direção de uma figura mais pragmática como Nick Fury". Discutindo a progressão dos personagens de Coulson por três temporadas, o produtor executivo Jeffrey Bell disse: "A primeira temporada Coulson teria vencido Ward, mas depois jogou-o por cima do ombro e o trouxe de volta à Terra e o trancou. A segunda temporada Coulson o teria derrotado e o deixaria lá no outro planeta para se defender", enquanto a terceira temporada Coulson parou enquanto um portal para a Terra estava se fechando para ter tempo de matar Ward. Falando do episódio final de Na quinta temporada, em que Coulson se aposenta para viver seus últimos dias no Taiti, Gregg disse: "Meu entendimento é que Phil Coulson não está mais vivo. Ele foi trazido de volta, ele foi muito claro que não queria que medidas sobrenaturais fossem usadas novamente. Eu sempre senti que ele pensava quase como se não devesse estar aqui... Não acho que haja uma verdadeira recompra pelo fato de que esse acordo que ele fez com o Motorista Fantasma está matando seu corpo. "Gregg também observou que ele estava conversando com os showrunners da série sobre aparecer de alguma forma na sexta temporada, pois havia algum interesse em incluí-lo.

#### Sarge / Pachakutiq
Sarge (interpretado por Clark Gregg) é um homem que se parece com Phil Coulson; mesmo tendo o mesmo D.N.A. Ele lidera um grupo de mercenários que consiste em Jaco, Pax e Floco de Neve na Terra em uma missão que envolve alvejar pessoas possuídas por parasitas alienígenas. Então eles invadiram a empresa de tecnologia de Deke Shaw para atacar Deke, que termina com Sarge e Snowflake fugindo com May enquanto Jaco e Pax são presos. Depois de ser forçado a matar outra pessoa infectada por parasita, May descobre que Sarge é um alienígena de longa data que lidera seu grupo na caça aos parasitas chamados Shrikes, que dizimam mundos em nome de seu criador, e que Sarge pretende detê-los de uma vez por todas. Pode dominar Sarge e Snowflake, comandar seu veículo e dirigir de volta para o Farol. Enquanto ele e seu grupo estão em S.H.I.E.L.D. custódia, Sarge revela que o criador dos Shrikes, Izel, destruiu seu planeta e sua família; levando-o ao seu caminho de vingança. Após sua tentativa fracassada de explodir a torre Shrike e tomar o navio de Izel, Sarge é detido por S.H.I.E.L.D. May aparece em sua cela e atira nele enquanto possuído por Izel. Depois de se recuperar e se curar, Sarge se libertou de suas restrições e confronta Izel, onde está o gerador de Gravitonium que detém os poderes dos Di'Allas. Sarge fica confuso quando Izel afirma que ele é de um mundo não corporal como ela e que a "família" é a lembrança de Coulson de sua equipe. Sarge então lembra que seu nome verdadeiro é Pachakutiq e como ele está apenas possuindo um corpo clone de Coulson, criado pelos poderes dos Di'Allas e enviado cem anos no passado, no planeta natal dele e de Izel. Apesar disso, ele ainda acredita que Izel é seu inimigo, embora ele sem saber comece a manifestar poderes. Depois de ser confrontado por Daisy e perceber plenamente seus poderes, são revelados vestígios de Coulson dentro de Sarge e que ele quer morrer antes de machucar mais alguém. Quando se trata da luta com Izel, Sarge lembra quem e o que ele é e apunhala May com sua espada enquanto a envia para o outro lado como um sinal. Ele então lutou com Mack e Daisy, onde sua verdadeira forma foi revelada. Uma vez que May voltou do outro lado e esfaqueou Izel com a espada, Daisy o surpreendeu com suas habilidades, para que Mack pudesse destruir Pachakutiq com sua espada.

#### Phil Coulson (Chronicom L.M.D.)
Após a morte de Izel e Sarge, Enoch e os Chronicoms ao seu lado foram capazes de criar um chamariz de modelo de vida de Phil Coulson (interpretado por Clark Gregg) aprimorado com a tecnologia Chronicom. Ele foi criado com todas as memórias de Coulson, como se não tivesse perdido nada, e ajudará a lidar com os caçadores de Chronicom liderados por Malachi.

### Melinda May
Melinda Qiaolian May (interpretada por Ming-Na Wen) é uma agente e pilota da S.H.I.E.L.D. e especialista em armas também chamado de "A Cavalaria", contra sua vontade, após uma missão no Barém, onde ela salvou uma equipe da S.H.I.E.L.D. de um trapaceiro talentoso - sem o conhecimento da S.H.I.E.L.D., ela fez isso matando uma jovem garota chamada Katya Belyakov. Ainda lutando para superar esse evento anos depois, May concorda em ajudar seu velho amigo e parceiro Coulson para Fury, reportando-se ao último e procurando possíveis efeitos colaterais do Projeto T.A.H.I.T.I.. Quando Coulson se torna o novo diretor da S.H.I.E.L.D., May atua como seu segundo em comando e, com o tempo, começa a passar pelos eventos do Barém e até a desenvolver relacionamentos familiares com personagens como Daisy Johnson, a Skye. Na estrutura, May não matou Belyakov e se torna um dos principais agentes da Hydra. Após a luta contra Glenn Talbot, com melhorado com o graviton, May se junta a Coulson em seus últimos dias no Taiti. Na sexta temporada, ela ajuda a lidar com ameaças envolvendo o grupo de Sarge e Izel. Ela é esfaqueada por Sarge e enviada para o outro lado, onde impede que três pessoas de Izel libertem sua espécie. Depois de voltar à Terra, ela matou Izel e desmaiou de seus ferimentos. Simmons chega e coloca May na mesma cápsula que continha o corpo de Fitz, para que ela possa se recuperar.

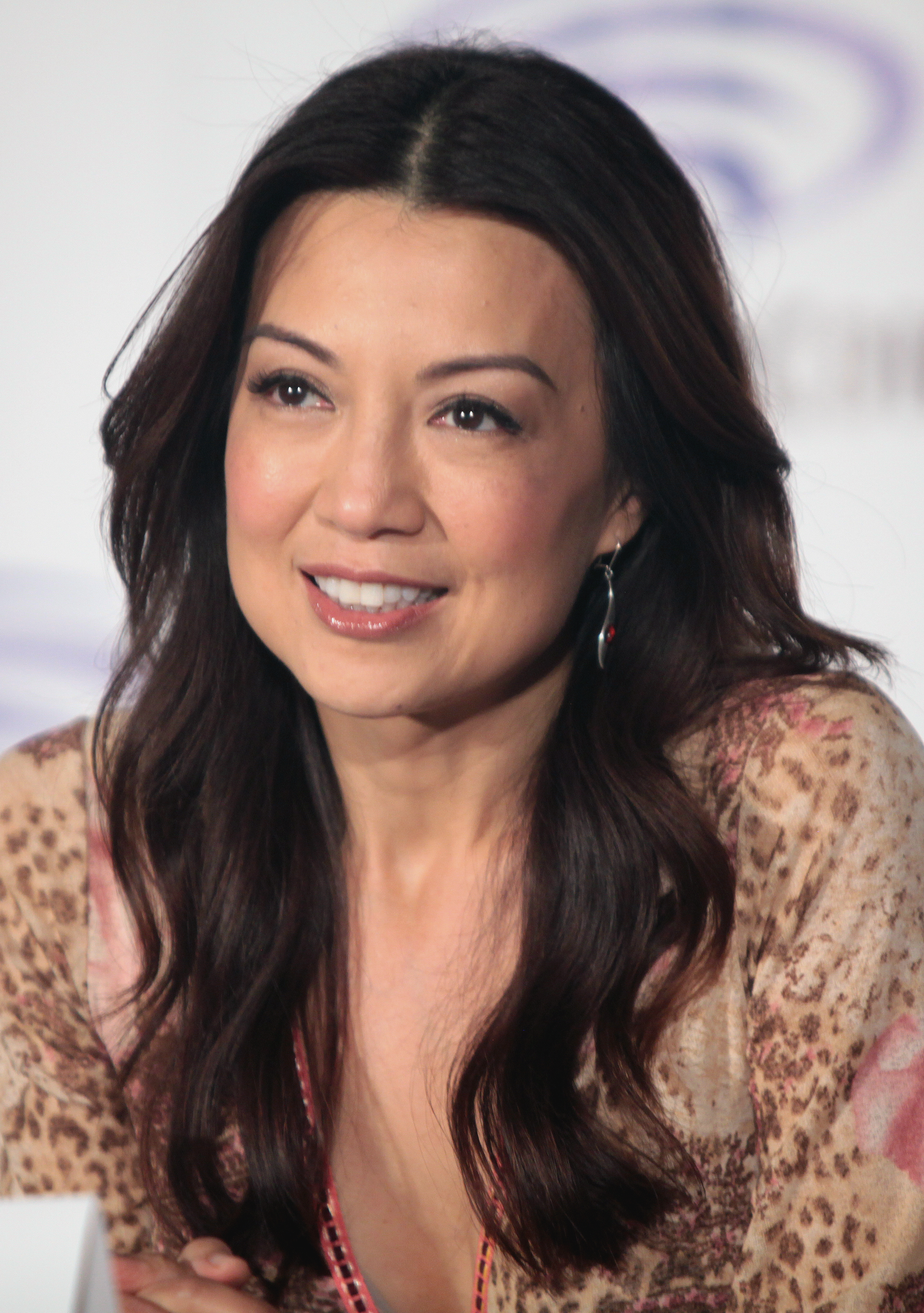
Ming-Na Wen

Wen foi escalado para maio de outubro de 2012. Whedon tinha a personagem, que foi originalmente listado com o nome Agente Althea Rice nas folhas de elenco, "circulando pela sua cabeça" por um longo tempo. Na preparação para o papel, Wen recebeu "algumas histórias de fundo" sobre May, mas achou difícil interpretar uma personagem que fosse respeitada por aqueles ao redor. Ela afirmou "É um desafio de maneiras diferentes ... Eu uso parte da minha própria experiência pessoal em que ficamos assustados ou muito desapontados". Quando o passado da May foi revelado em "Melinda", Wen chamou de "devastador", explicando "Ela era casada, apaixonada por Andrew, tinha um emprego que ela se destacava, amava e acreditava - então seu mundo era muito perfeito ... Por ter aprendido o que ela tinha que fazer, para o bem de muitos ... Eu posso entender por que isso aconteceria. traumatize-a tanto e faça-a recuar. " A camisa de May é do mesmo azul que muitas roupas dos agentes da S.H.I.E.L.D. em "Os Vingadores", como Maria Hill, para ter alguma continuidade entre seu uniforme e os estabelecidos nos filmes. O restante de seu traje é inspirado em trajes militares de vôo, incluindo um colete de couro e calças com painéis elásticos para ajudar na luta.
Após a estreia da série, Wen provocou o personagem, dizendo que "ela é muito observadora, e sempre que ela quer gastar seus dois centavos, é algo que você quer ouvir e meio que prestar atenção ... Ela é lenta em se acostumando a parte do grupo e voltando a estar em campo." Falando sobre os motivos de May ficar com a S.H.I.E.L.D., Wen explicou "A amizade e a lealdade de May ... a lealdade e o amor dela por Coulson [a mantêm lá]. Talvez não romântico [amor], é realmente difícil de descrever, é um vínculo, é inquebrável, e ela vigiará Coulson, cuidará dele e o ajudará no que for necessário neste momento de sua vida ... Ela quer estar lá para ele, e se isso serve à S.H.I.E.L.D., isso é mais ou menos um efeito colateral, na verdade." Wen admitiu que May desenvolve um relacionamento com Skye ao longo da série, passando de pensar em Skye como "alguém que ela não queria como parte da equipe e não entendia por que Coulson queria a levou a "querer que Skye" fosse o melhor agente que ela pode ser." Depois de descobrir que Skye é um desumano, Wen afirmou que "é como quando seu filho ou sua filha perdem o controle ou se envolvem com situações ou pessoas que você não tem certeza. Você não tem mais o controle. É muito assustador. Para Skye ser uma entidade desconhecida, May ainda tem esperança. Ela espera que seu treinamento com ela a ajude a controlar seus novos poderes, mas você nunca sabe. Às vezes, o poder ultrapassa todo o resto."
Sobre como May lida com seu ex-marido, Andrew, tornando-se o assassino desumano Lash, Wen disse: "Ela chegou ao entendimento de que era algo que ele não tinha controle. A traição pode não estar compartilhando essas informações do que aconteceu com ele. Eu acho que ela entende que, de certa forma, ele estava com medo e tentando proteger o relacionamento deles e fazendo tudo pelas razões erradas. Eu acho que, finalmente, o agente May é meio que fechado quando se trata de Lash e Andrew É por isso que ela está reorientando toda a sua energia de volta ao S.H.I.E.L.D., voltando ao lado de Coulson. É onde ela se sente mais confortável." Wen passou a descrever May como "não convencionalmente materna ... ela está cuidando de Simmons e realmente acreditando que ela precisa ser capaz de se proteger, ela está muito, muito preocupada com o bem-estar da família."
Wen recebeu indicações para 'Atriz Favorita em uma Nova Série de TV' no 40º People's Choice Awards e 'Estrela Feminina de TV Favorita - Family Show' no 29º Kids 'Choice Awards. Wen também foi nomeada "Performer of the Week" da TVLine para a semana de 12 de abril de 2015, por sua performance em "Melinda", especificamente por seu retrato de maio nas sequências de flashbacks.

### Grant Ward
Grant Douglas Ward (interpretado por Brett Dalton), filho de políticos, foi abusado pelos pais e pelo irmão mais velho Christian. Depois de tentar matar Christian queimando sua casa, Grant conhece John Garrett, um agente duplo da Hydra na S.H.I.E.L.D., que treina Grant para ser um agente qualificado. Mais tarde, sendo designado à equipe de Coulson como especialista em músculos e redes dos grupos, Grant é escolhido como Hydra quando essa organização é revelada ao mundo e, após a morte de Garrett, torna-se prisioneiro de S.H.I.E.L.D. Apaixonado por seu ex-companheiro de equipe, Skye, Grant foge da custódia, aparentemente mata Christian e seus pais, e se infiltra em Hydra para que Skye possa conhecer seu pai. Apesar disso, Skye liga Ward e atira nele, e ele escapa apenas com a ajuda do ex-S.H.I.E.L.D. agente Kara Palamas, com quem ele desenvolve um relacionamento romântico. Ele acidentalmente mata Palamas enquanto ela está disfarçada em maio, e culpando S.H.I.E.L.D., decide assumir a Hydra, agora sem líder. Juntando forças com um dos líderes anteriores da Hydra, Gideon Malick, Ward viaja através de um portal para um planeta alienígena em busca da antiga Colmeia Inumana, mas é morto por Coulson. Isso permite que o Hive use o corpo de Ward como host.
No Framework criado por Holden Radcliffe, ele é o namorado de Johnson e agente da Hydra. Ele é revelado ainda ser um agente duplo, agora trabalhando para a resistência desumana, devido ao seu recrutamento por Victoria Hand.

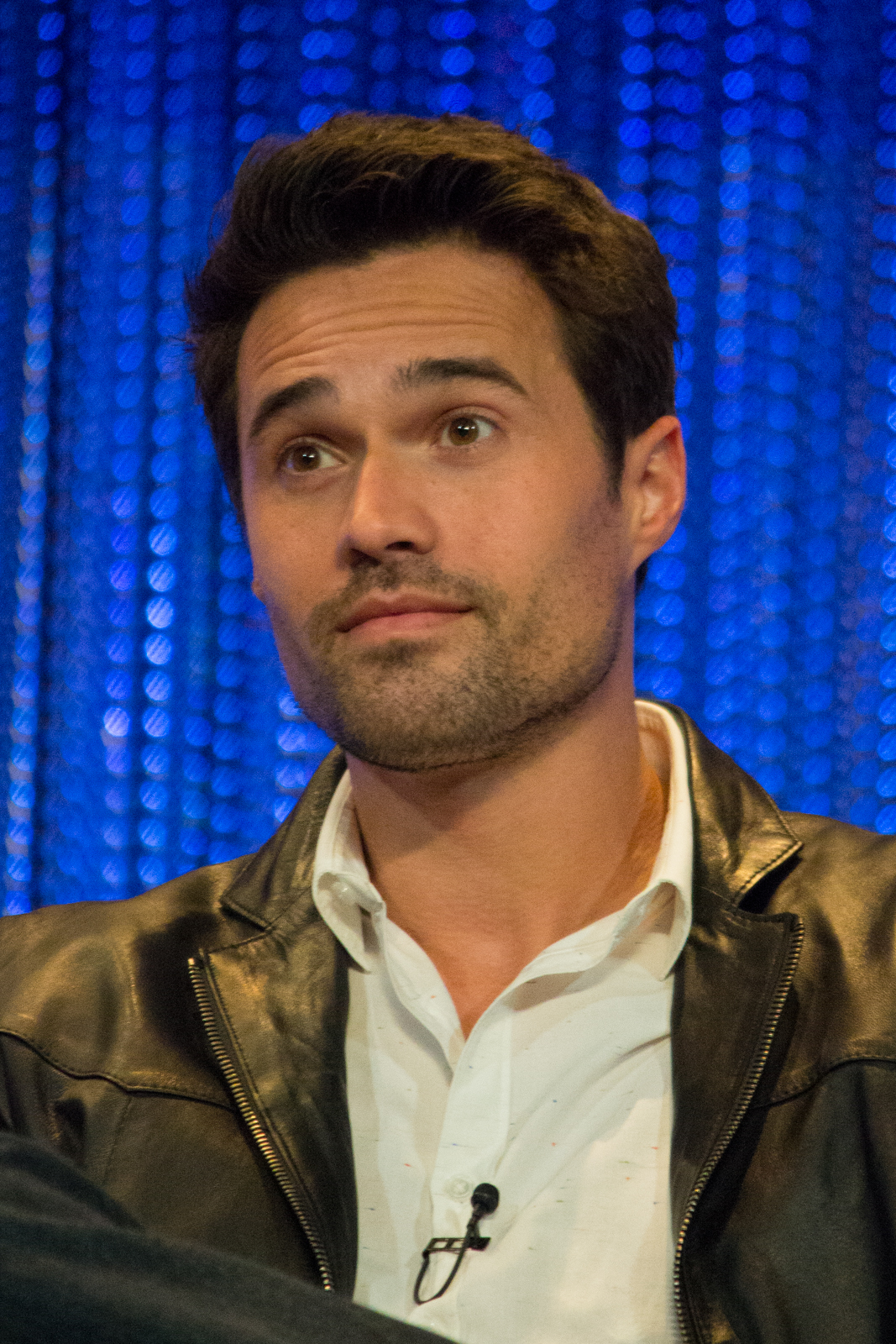
Brett Dalton

Dalton foi lançado em novembro de 2012. Desde a concepção da série, foi decidido que Grant Ward seria um traidor, com o produtor executivo Jed Whedon dizendo "uma vez que [os eventos de Capitão América: O Soldado Invernal são] uma infiltração baseada na traição em grande escala, queríamos tê-lo em pequena escala e ser uma adaga realmente pessoal para o coração." As roupas iniciais de Ward foram inspiradas por Jason Bourne e Ethan Hunt, com seu visual puramente funcional e com uma cor suave. paleta para refletir sua atitude séria. Depois que Ward foi expulso como Hydra e se tornou prisioneiro da S.H.I.E.L.D., Dalton fez barba para o personagem, explicando que S.H.I.E.L.D. não forneceria uma navalha a um prisioneiro", então acontece que eu tenho barba e as barbas podem ter uma espécie de conotação maligna". Austin Lyon interpreta uma jovem ala.
Dalton descreveu Ward como ele apareceu pela primeira vez na série como "um cara que é muito confiável e arregaçou as mangas, fez todo o trabalho pesado e realmente não questionou a autoridade. Você sabe, um avaliador de riscos elaborado pelo livro" . Embora finalmente tenha sido revelado que Ward era um impostor da Hydra, Dalton observou que isso não significa necessariamente os relacionamentos que o personagem construiu com seu S.H.I.E.L.D. o time não era genuíno, já que se disfarçar significava baixar a guarda para fazer os outros personagens confiarem nele, abrindo-se para esses relacionamentos, apesar de seus segundas intenções.
Após a morte de Garrett, a pergunta foi feita: "Quem é [Grant Ward] sem que alguém lhe diga o que fazer?" Dalton respondeu que "ele pode seguir os comandos muito bem. Ele pode fazer e fazer escolhas difíceis e às vezes pode fazer coisas desagradáveis em nome de algo em que acredita que acredita. Mas ... não acho que Ward conheça o responder a essa pergunta ". Dalton chamou o personagem de 'curinga', já que ele era leal a Garrett como uma figura paterna, em vez de Hydra ", e ele era mais sobre seus companheiros do que sobre o time", depois elaborando que "Não é um cara legal, não é um cara mau. Não está tentando entrar com o S.H.I.E.L.D. novamente, não está tentando entrar com o Hydra. Ele está realmente no seu próprio caminho. Ele está vivendo de acordo com seu código neste momento específico da vida. " relacionamento com Palamas, Dalton afirmou
Quando eles começaram esse relacionamento, pensei que eram duas pessoas que experimentaram algo semelhante, seguindo ordens e depois descobrindo que não sabiam quem são quando alguém não lhes dizia o que fazer ... Mas isso realmente [se desenvolveu] em algo que é muito mais complicado que isso. Existe uma relação professor-aluno lá, bem como o que parece ser uma relação genuinamente romântica. Você nos vê de verdade no cockpit e está deixando todos à nossa volta doentes. De certa forma, temos o relacionamento mais saudável de todas as outras dinâmicas do programa, o que está dizendo algo porque Ward não é um tipo de cara amoroso. É interessante que ele agora esteja provavelmente no relacionamento mais estável que existe.
Quando Ward acidentalmente mata Palamas no final da segunda temporada, Dalton disse que "Isso o afeta de uma maneira profunda e duradoura. Havia um pingo de humanidade ali, e sempre a possibilidade e o pensamento de que ele poderia ser resgatado." Depois da morte de Kara - que está realmente nas minhas mãos - depois de todo o tempo, esforço e energia investidos nesse relacionamento, ele o transforma.Você vê nos olhos dele ... Essa coisa toda de fechamento continua aparecendo e mais uma vez. Há tanto fechamento por aí no mundo que precisa ser alcançado. Há muita injustiça que ele deseja consertar, então vemos alguém que é determinado, que sabe quem ele é e é como " Tudo bem, se você quiser me chamar de bandido, eu sou o bandido."
Falando sobre o monólogo que Ward cede em "Maveth", Dalton observou que alguns espectadores achavam que Ward soava como "uma pessoa nascida de novo, devota e fora do meu roqueiro naquele momento", mas Dalton achava que era "um momento real para Ward, onde ele realmente percebe que há algo maior que a vingança e todas essas emoções menores; na verdade, há algo maior por aí do qual ele faz parte." Após a morte de Ward, no final do episódio, Bell discutiu se os roteiristas já pensou em resgatar o personagem, dizendo: "Nenhum personagem é alto demais para cair ou muito baixo para ser resgatado, teoricamente ... mas para alguém ser resgatado, eles precisam pedir perdão ou querem ser resgatados .... [Ward] nunca sentiu que precisava se desculpar pelo que fez. "[9] Dalton voltou à série na quarta temporada para retratar Ward no Framework.  Dalton sentiu que retornar ao personagem nessa capacidade lhe permitiu "finalmente ter o arco de herói que Grant Ward merece".
Dalton venceu por Male Breakout Star no Teen Choice Awards de 2014. O personagem de Grant Ward conquistou os fãs, com um grupo conhecido como "Ward Warriors" frequentemente usando a hashtag "StandWithWard" nas mídias sociais. Dalton ficou surpreso que as pessoas "parecem estar do lado de Ward, não importa o que ele faça ... há pessoas por aí que parecem seguir esse personagem aonde quer que vá. Acho isso brilhante ... Não há qualquer personagem como ele no programa, e eu diria mesmo dentro do cânone da Marvel". Como um "grito" para esses fãs, Palamas diz: "Eu sempre ficarei com Ward" no final da segunda temporada, que Dalton chamou de "um testemunho para os fãs, essa base de fãs incrivelmente leal que agora influenciou o roteiro do nosso programa". "

#### H.I.V.E.
Hive (do latim: Alveus) é um dos primeiros inumanos, um parasita que pode se conectar e controlar as mentes de outros desumanos e se alimentar ou possuir seres humanos. Criado pelos Kree de um caçador maia (interpretado por Jason Glover) para liderar seu exército desumano contra a humanidade, Hive acabou incitando uma rebelião, unindo humanos e desumanos para expulsar os Kree da Terra. Logo, uma facção dos seguidores de Hive que temiam seu poder o baniu através de um portal para o planeta Maveth, onde ele destruiu uma civilização inteira ao longo de séculos. Ele acabou sobrevivendo apenas a sacrifícios humanos enviados pelo portal por seguidores e seus descendentes, ainda leais a ele - Hydra. A Hive escapa de volta pelo portal nos tempos modernos, possuindo o corpo de Grant Ward. Ele mantém as memórias de todos os corpos que habitou, incluindo agora o irmão de líder da Hydra, Gideon Malick, Nathaniel, e castiga Gideon por causar o sacrifício de Nathaniel matando sua filha Stephanie, antes de assumir o controle de Johnson, que Ward estava apaixonado e usá-la. matar Gideão. Hive então toma medidas para recriar o experimento Kree original que o criou, planejando usar uma ogiva para espalhar um patógeno ao redor do mundo e transformar todos os seres humanos em Inumanos Primitivos. Ele é destruído quando S.H.I.E.L.D. prende-o em um quinjet com a ogiva e detona-o no espaço.

### Daisy "Skye" Johnson / Tremor
Daisy Johnson (interpretada por Chloe Bennet) nasceu na China de Calvin Johnson e sua esposa desumana Jiaying, mas logo foi levada por S.H.I.E.L.D. agentes e criado como órfão por freiras. Tomando o nome "Skye", ela se tornou uma hacktivista hábil, organizações opostas como a S.H.I.E.L.D. Isso levou ao envolvimento dela com Coulson, que decidiu recrutá-la e mandar Ward e, depois, maio, treiná-la para ser um formidável agente de campo. Depois de se reunir com o pai, Skye decide afastá-lo, sabendo que ele é um monstro e assassino, embora seus desejos para que ela cumpra seu destino - desbloqueando suas habilidades desumanas - sejam atendidos quando ela entrar em contato acidentalmente com as névoas de Terrigen. , que lhe dão habilidades para gerar terremotos. Skye logo conhece Jiaying, que ajuda Skye a controlar suas habilidades. As lealdades de Skye são testadas quando Jiaying tenta iniciar uma guerra com S.H.I.E.L.D., e ela finalmente fica do lado de S.H.I.E.L.D. Agora, usando seu nome de nascimento, Johnson forma uma S.H.I.E.L.D. equipe de desumanos chamada Guerreiros Secretos. Depois de se conectar brevemente a Hive, e assistir Lincoln Campbell, com quem ela desenvolveu um relacionamento romântico, se sacrificar por ela, Johnson deixa a S.H.I.E.L.D. e torna-se conhecido como o vigilante motorizado "Tremor" ao público. Mais tarde, ela volta para S.H.I.E.L.D. após a luta com Eli Morrow.

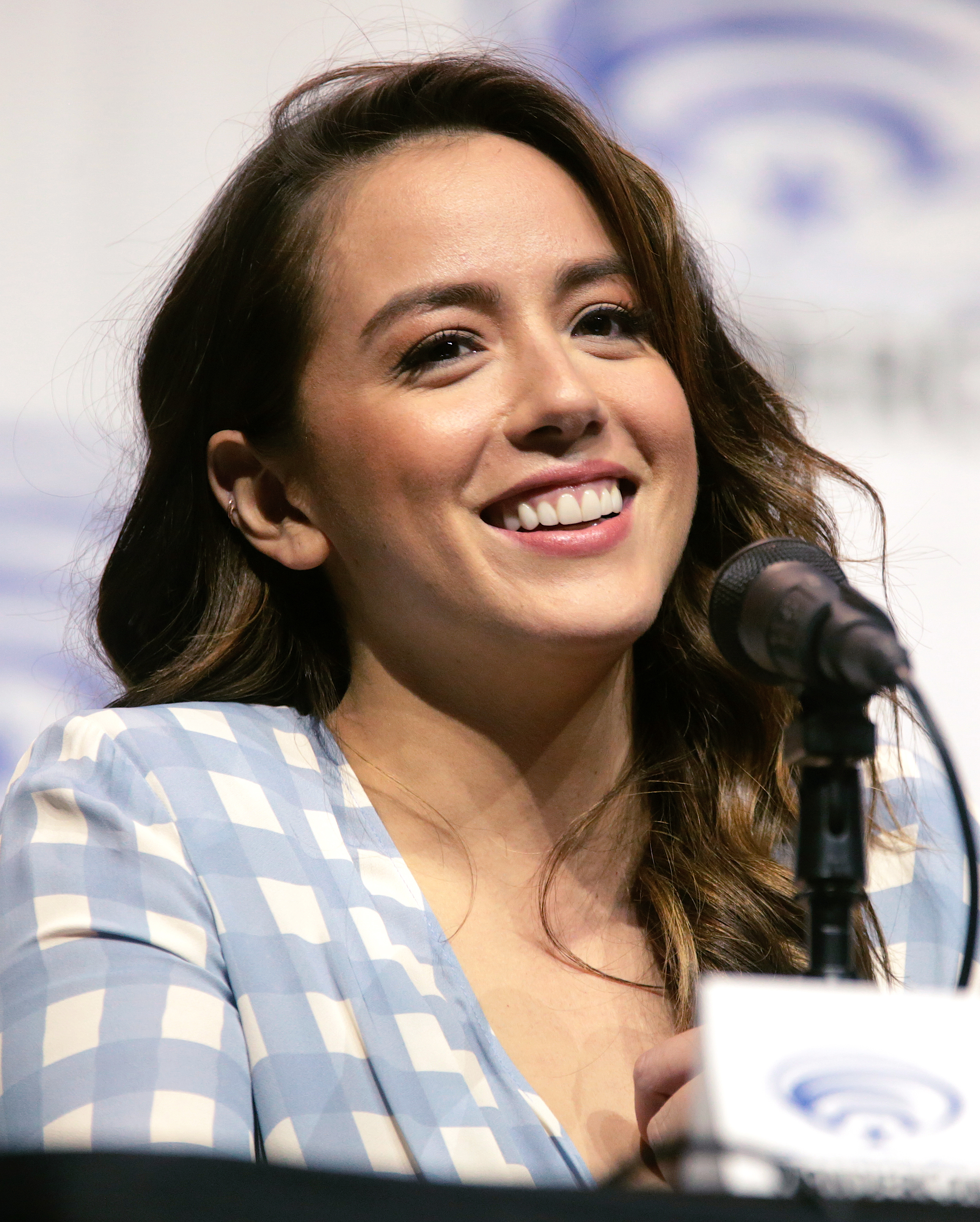
Chloe Bennet

Daisy Johnson foi criada por Brian Michael Bendis e Gabriele Dell'Otto para Secret War #2. Quando o personagem de Skye foi apresentado à série, sempre se pretendeu que ela fosse a versão MCU de Johnson, como explicou a produtora executiva Maurissa Tancharoen, "sempre há uma série de folgas, mas sempre sabíamos que queríamos evoluir Skye. em outra coisa. Daisy Johnson era o personagem principal que queríamos buscar. Recebemos confirmação disso desde o início, então estamos nessa trilha desde então." Bennet foi escalado como Skye em dezembro de 2012, de mais de 400 atrizes que fizeram o teste para o papel. Ao contrário da versão em quadrinhos, Skye é um desumano; Jed Whedon explicou que "Criamos uma origem diferente para ela ... fundimos essas duas ideias também porque existem fãs raivosos por aí que, se nos atermos aos pontos originais da história em quadrinhos, eles sentirão o cheiro da história Esses dois fatores nos levaram a ter uma noção diferente de como ela conseguiu seus poderes". Durante uma sequência de lutas em "Agents of S.H.I.E.L.D. (2.ª temporada) #ep41Meia Dúzia de Sujos|", Bennet quebrou o braço e terminou a segunda temporada sem fazer parte do elenco.
O figurino inicial de Skye tinha o objetivo de mantê-la identificável, com inspiração nos blogs de moda de rua, mas quando ela se tornou uma S.H.I.E.L.D. agente na segunda temporada, ela recebeu uma roupa mais tática. Na terceira temporada, Bennet cortou o cabelo para promover a transformação de sua personagem em Daisy Johnson, como ela é retratada nos quadrinhos, embora ela não tenha cortado o cabelo tão curto quanto seu colega cômico; Bennet explicou que "a versão em quadrinhos de Daisy Johnson tem cabelos muito curtos, ao estilo de Miley Cyrus. Queríamos permanecer fiéis ao personagem de quadrinhos que os fãs adoram; eu queria agradá-los, mas também garantir que ainda houvesse algum movimento e comprimento" e sensualidade nos cabelos." Bennet também recebeu uma fantasia de super-herói pela terceira temporada, novamente trazendo o personagem para mais perto da versão nos quadrinhos. Foley achou que "uma das coisas mais importantes era que o símbolo fosse incorporado ao traje dela, mas especialmente nas manoplas. E também na parte de trás do traje, que foi um pequeno toque divertido que adicionamos. Quanto à silhueta , queríamos nos manter fiéis aos quadrinhos e homenagear esses desenhos originais.Eu também queria incorporar a cor dourada que eu vi em algumas das ilustrações de seu traje nos quadrinhos, e é por isso que temos as linhas douradas Finalmente, para mim, pessoalmente, eu queria um aceno ao seu visual tático da última temporada, então se você olhar as linhas de estilo em torno da parte superior da roupa, verá que elas são semelhantes a ela capuz tático da segunda temporada ". O traje foi "feito de EuroJersey impresso, o que funciona bem para esses trajes, porque é um trecho de quatro vias que dá a Chloe a capacidade de se mover e fazer suas acrobacias ... Mas há muito mais couro em seu traje do que em alguns dos outros ". O Legacy Effects criou as manoplas icônicas de Johnson a partir dos quadrinhos, tornando-os "de materiais flexíveis pintados para parecer metal" para não ferir ninguém durante manobras.
Bennet, falando sobre o compromisso de Skye com a S.H.I.E.L.D., afirmou que "acho que no começo ela entrou na S.H.I.E.L.D. pensando que era uma coisa do tipo CIA, administrada pelo governo, onde eles não são para as pessoas e seus motivos não são bons. Mas durante a [primeira] temporada, estando na equipe e vendo o que estava acontecendo, ela realmente ficou sabendo por que a S.H.I.E.L.D. está lá: é realmente para proteger as pessoas, e a intenção por trás da organização é pura ... Eu acho que ela encontra um paralelo entre a S.H.I.E.L.D. e Coulson, e acho que é por isso que ela está comprometida com isso tão profundamente. " Elaborando isso, Bennet disse que "ela sempre teve um vínculo tácito com Coulson, que é um relacionamento muito pai / filha, onde claramente o amor que eles têm um pelo outro é evidente de uma maneira muito cuidadosa".
Na segunda temporada, Bennet comentou sobre o personagem: "Eu acho que ela sempre é alguém que vai usar seu coração na manga, mas acho que ela é muito mais esperta agora, se isso faz algum sentido. Eu não acho que ela seja a tipo de pessoa que pode meia-metade de qualquer coisa, e isso inclui emoções. Se ela sente alguma coisa, ela sente alguma coisa. Mas ela sabe como controlá-lo mais". Falando sobre as mudanças no personagem depois que foi revelado que ela era Daisy Johnson e uma Inumana, Tancharoen disse "Com esta descoberta virão algumas consequências, especialmente em seus relacionamentos com todos ao seu redor, especificamente Coulson ... Escusado será dizer que é será uma jornada emocional muito complexa para ela. Nós temos a capacidade em um programa de televisão de realmente explorar a jornada emocional disso. O que isso significa agora que ela tem essa capacidade? Ela ao menos quer isso? "Explicando algumas dessas mudanças no personagem, Bennet afirmou que "eu me certifico de tentar manter a primeira temporada de Daisy tecida através da nova e durona Daisy .... [mas] ela mudou muito. Ela entrou na S.H.I.E.L.D. odiando organizações como a S.H.I.E.L.D., e agora ela é o epítome da S.H.I.E.L.D. Ela acredita em tudo o que eles acreditam."
Discutindo o personagem que se tornou líder dos Guerreiros Secretos, Bennet disse: "O que a torna uma líder tão boa é o quanto ela passou, para que ela possa se relacionar com todos da equipe e ela realmente tem muita empatia e é isso que eu amo Ela realmente se preocupa com todo mundo tão profundamente e isso a pesa porque ela obviamente passou por uma grande mudança desumana ... E então o que eu acho que faz dela um tipo tão bom de ... líder não convencional é que ela é realmente ainda estou aprendendo e acho que é tão realista que os líderes são - é quase como quando você cresce e percebe que seus pais são apenas humanos, pais." Wen observou como o personagem "evoluiu de tão anti-establishment para de repente alguém que deseja criar um estabelecimento que ajudaria e melhoraria a melhoria do mundo", para o qual Bennet disse: "ela se perdeu por muito tempo , ela era órfã e queria encontrar seus pais e, de repente, ela o faz e não é o que ela esperava.Você sabe, quando sua mãe tenta matar você e seu pai é Hyde. Então ela meio que cresceu nisso."
Ao entrar na quarta temporada, Bennet sentiu que, após os eventos do episódio final da terceira temporada, Johnson estava "em um lugar mais sombrio. Ela está de luto. Ela se importa tanto com o time que sente que os está protegendo por meio de empurrões. Então ela tenta fastá-los, porque acho que ela sente que tudo de ruim acontece ao seu redor e não pode deixar de causar problemas. O jeito dela de cuidar das pessoas com quem se importa é meio que afastá-las, o que ... não é o melhor coisa." Ela também acrescentou que, fisicamente, Johnson não estaria em ótima forma, já que ela não está mais sob o monitoramento da S.H.I.E.L.D. "contendo e me ajudando a aumentar meus poderes", para que houvesse "repercussões em seu tipo de uso desses poderes e ... abusar de seu corpo".
Bennet recebeu indicações para Favorite TV Actress e Favorite Female TV Star - Family Show no 28º e 29º Kids Choice Awards, respectivamente.

### Leo Fitz
Leopold "Leo" James Fitz (interpretado por Iain De Caestecker) é trazido à equipe de Coulson como especialista em engenharia e tecnologia de armas, e fornece suporte técnico para a equipe durante a primeira temporada. Ele tem um vínculo estreito com o Agente Simmons, os dois se formaram na S.H.I.E.L.D. academia juntos. No final da primeira temporada, ele confessa a Simmons que ele tem sentimentos românticos por ela, antes de quase morrer na tentativa de salvá-la. Deixado com graves danos cerebrais, Fitz luta com a tecnologia e a fala, mas com o tempo se torna um membro pleno da equipe novamente. Quando sua consciência está submersa na Estrutura, Fitz se torna "O Doutor", o implacável segundo em comando de Hydra, e tem um relacionamento com Madame Hydra. A experiência o muda; retendo suas memórias dessa outra vida, ele é assombrado por suas ações passadas. Durante a batalha final contra Glenn Talbot, com um aumento de gravitonium, Fitz está enterrado sob os escombros e foi encontrado ferido fatalmente quando foi desenterrado em maio e Mack, onde sucumbe aos ferimentos. Enquanto Daisy e Simmons lideram a busca por Fitz, Enoch o liberta prematuramente quando eles são atacados. Fazendo o seu caminho para o planeta Kitson, os dois trabalham para dar uma volta fora do planeta até que o cassino seja atacado pelos caçadores de Chronicom. Mesmo que Fitz e Simmons se reúnam, Malachi foge com Fitz. A fim de impedir Malachi de matar Fitz, Simmons se entrega a Altarah para que os dois possam criar um método de viajar no tempo para ajudar os Chronicoms a voltar no tempo para impedir a destruição de Chronyca-2. Quando o Farol foi atacado, Fitz e Simmons foram salvos por Enoque no corpo de Isaías.

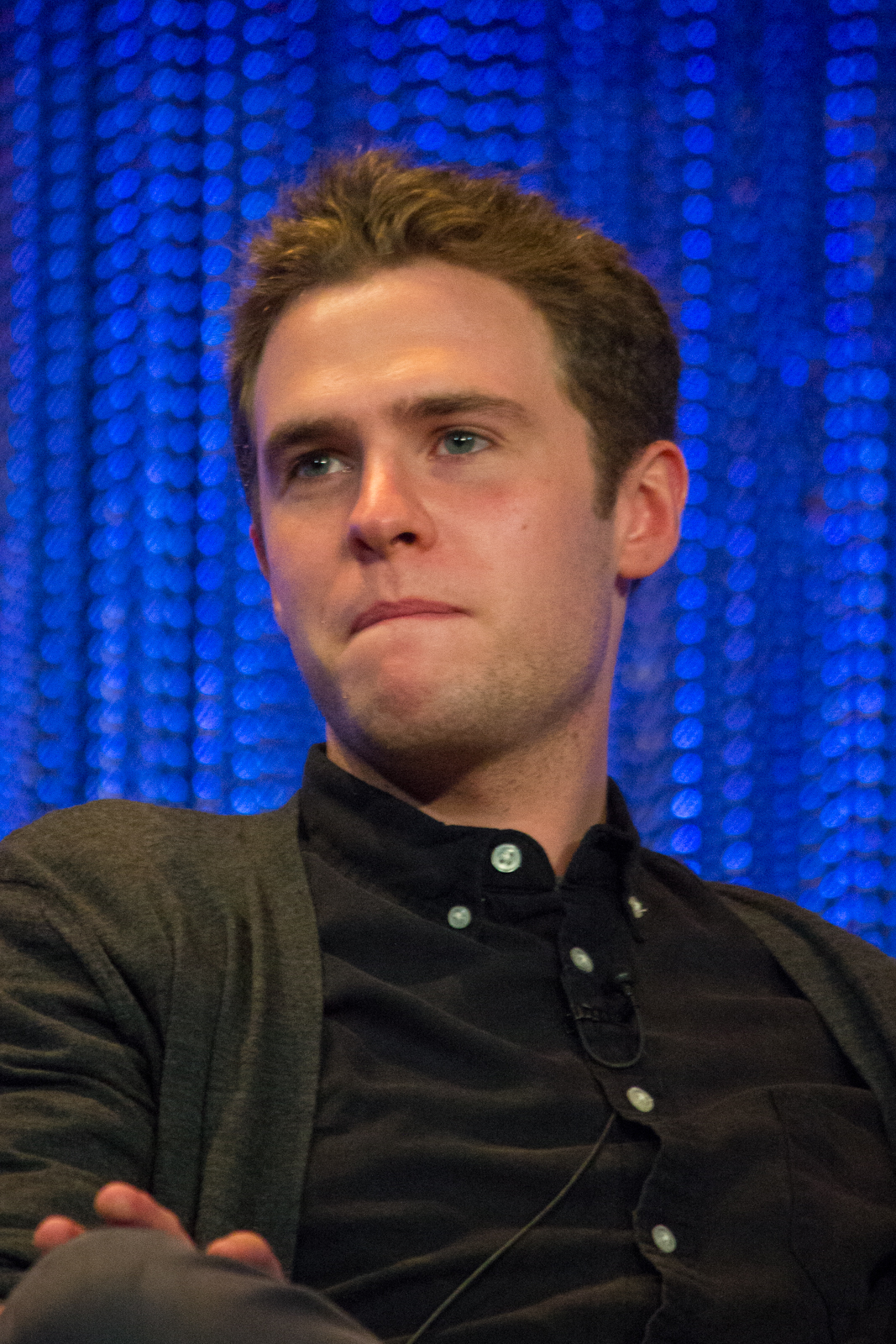
Iain De Caestecker

De Caestecker foi escalado como Fitz em novembro de 2012. Após os ferimentos que o personagem recebe no final da primeira temporada, a série começou a lidar com traumas cerebrais, como De Caestecker explicou: "Desde o início, antes mesmo que eu soubesse, os roteiristas tiveram a ideia e fizeram um muita pesquisa com médicos. Quando descobri, fiz minha própria pesquisa e a correlacionei. É apenas algo que nunca deve ser banalizado. É uma coisa real e séria para muitas pessoas, trauma cerebral, então nós apenas temos que ser constantemente respeitosos com isso. Nós conversamos sobre isso o tempo todo. Mesmo que você não o veja ou não seja óbvio, é sempre algo que está na nossa cabeça que estamos seguindo em frente. nunca fica totalmente melhor, trata-se de abraçar o seu novo lado e fazer esse trabalho no mundo em que você está. Suponho que a ideia de uma cura - não sei se isso poderia acontecer." Para Fitz figurino, Foley tentou fazer com que suas roupas refletissem sua personalidade, sem "ficar muito clichê ... tentamos e reproduza seu "estilo de herança" ... usando detalhes clássicos de design, como remendos de cotovelo estampados e de couro e misturando-os com diferentes mantas".
De Caestecker, ao descrever o personagem, disse que "Fitz tem esse tipo de humor engraçado. Ele é muito apaixonado pelo que faz. Então, aqueles momentos em que - eu não acho que ele é alguém que realmente responde muito rapidamente à emoção; ele não realmente entendo tanto as emoções".  Fitz tem muita interação com Simmons na série, com De Caestecker explicando "Meu personagem, ele é Engenharia, então ele está no lado técnico e de tudo. Ele é consumido nesse mundo e trabalha em estreita colaboração com Simmons, que é Biochem. Eles têm esse tipo de química estranha e se encaixam de uma maneira muito estranha." Em relação à mudança dinâmica ao longo do tempo entre Fitz e Simmons, De Caestecker disse:" Suponho que o que aconteceu o início da segunda temporada até a meia temporada é que eles se tornaram muito mais fortes como indivíduos, mas acho que eles ainda se importam e precisam muito um do outro, e também trabalham melhor juntos quando estão juntos. pense que há muitas coisas que ainda não foram ditas e que, com sorte, serão divulgadas, certos confrontos que ainda estão borbulhando."
De Caestecker foi nomeado "Performer da Semana" da TVLine para a semana de 27 de setembro de 2015, por sua atuação em "Leis da Natureza", particularmente na cena final do episódio.

#### O Doutor
Na quarta temporada, quando a consciência de Fitz está submersa no Framework, uma realidade virtual criada por Holden Radcliffe, ele se torna "O Doctor", também conhecido como Leopold, o implacável segundo em comando de Hydra, e tem um relacionamento com Aida, que agora passa por Ophelia / Madame Hydra.  Depois de assumir a posição de Chefe de Hidra após a incapacidade de Aida, ele cria para Aida uma máquina para se tornar uma pessoa real e é forçada a sair da Estrutura por S.H.I.E.L.D., após o que Fitz fica traumatizado por seu comportamento lá como O Doutor.
Devido a vários fatores estressantes em linhas de tempo separadas na quinta e sexta temporadas, Fitz experimenta uma divisão psíquica que permite que sua personalidade de "O Doutor" da estrutura ressurja temporariamente. Na primeira linha do tempo, Fitz, por ordem deles, disseca Daisy Johnson, enquanto na segunda linha do tempo, O Doutor se apaixona pelo id de Jemma Simmons.

### Jemma Simmons
Jemma Anne Simmons (interpretada por Elizabeth Henstridge) é trazida para a equipe de Coulson como especialista em ciências da vida (humana e alienígena), e tem um vínculo estreito com o agente Fitz, os dois se formaram na S.H.I.E.L.D. academia juntos. Ela começa a desconfiar de todas as coisas alienígenas e sobre-humanas, mas mostra sua lealdade a Coulson, apesar disso, quando se deparam com o rival S.H.I.E.L.D. facção. Após a luta contra os Inumanos, Simmons é absorvido pelo monólito Kree, um portal para o planeta alienígena Maveth. Lá, ela se apaixona por Will Daniels, que se sacrifica para poder voltar à Terra. Simmons finalmente se muda de Daniels e começa um relacionamento com Fitz. Depois que Fitz foi morto, Simmons participou da missão de encontrar o corpo preservado que Enoch tinha. Mesmo que Fitz e Simmons se reúnam, Malachi foge com Fitz. A fim de impedir Malachi de matar Fitz, Simmons se entrega a Altarah para que os dois possam criar um método de viajar no tempo para ajudar os Chronicoms a voltar no tempo para impedir a destruição de Chronyca-2. Quando o Farol foi atacado, Fitz e Simmons foram salvos por Enoque no corpo de Isaías. Simmons, em seguida, usa o mesmo casulo para salvar a vida de May, pois ela tira as amostras de Di'Allis e destrói o templo. Após um salto, o Zephyr chega ao topo do Empire State Building, onde ela menciona que os Chronicoms queriam estabelecer o Chronyca-3 e também revela que Enoch usou uma combinação da tecnologia Life Model Decoy e da tecnologia Chronicom para criar um LMD avançado de Phil Coulson.

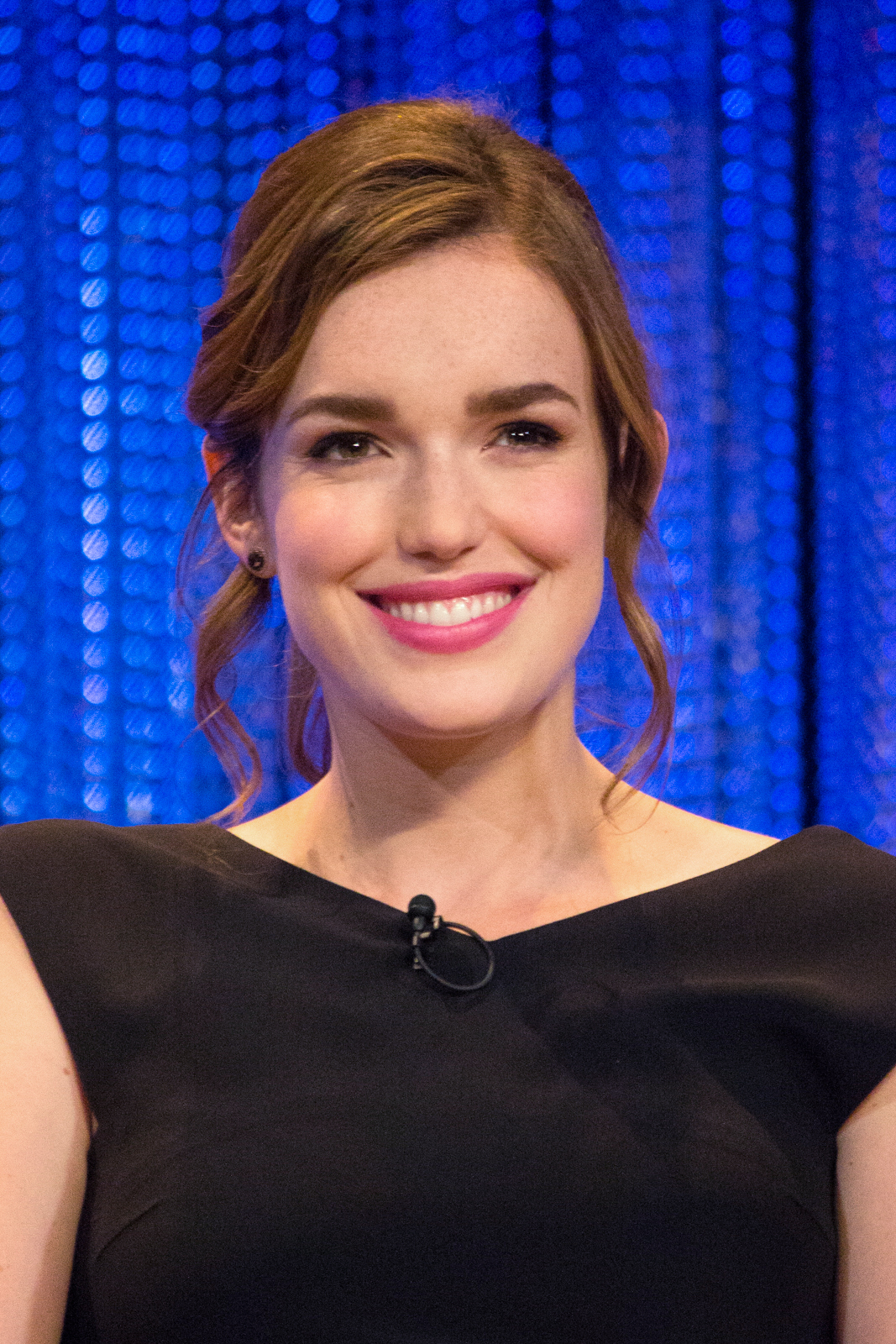
Elizabeth Henstridge

Henstridge também foi escalado em novembro de 2012. Ela descreveu sua personagem como "uma especialista em bioquímica. Ela é jovem e com fome e é uma ótima mulher para interpretar porque é inteligente, concentrada e curiosa e não se desculpa por isso. Ela tem um relacionamento maravilhoso com Fitz. Após a revelação, durante a estreia da segunda temporada, de que Fitz estava imaginando Simmons no episódio, Henstridge explicou que os showrunners "lhe dizem o que você precisa saber para atuar em suas cenas, mas qualquer coisa depois disso, você nunca Para o figurino de Simmons, Foley tentou fazer com que suas roupas refletissem sua personalidade, sem "ficar muito clichê ... misturamos o duro com o macio - combinamos os elementos femininos, como colares Peter Pan, blusas de seda e florais com toques masculinos como gravatas". Ava Marielle interpreta um Simmons mais jovem.
Henstridge falou sobre os personagens de Fitz e Simmons sendo separados ao longo da série, observando que eles "nunca ficaram um sem o outro. Quando você os vê sem o outro, isso traz uma dinâmica totalmente nova para eles como personagens na descoberta". como é ter que ser independente".  Sobre a culpa de Simmons sobre os danos cerebrais de Fitz, Henstridge disse: "Ela sente uma quantidade enorme de culpa. Há muitas emoções acontecendo. Muita coisa gira em torno de Fitz e Ward. Ela sente muita raiva e ressentimento pela situação. Quando algo catastrófico acontece com alguém que você ama ou surge uma situação que afeta as pessoas que você mais ama; se essa é a primeira vez que você está nessa posição, você nunca sabe o que fazer." À medida que esse relacionamento se desenvolvia através de Na segunda temporada, Henstridge disse: "Eu não acho que eles percebem completamente a implicação de quão distantes estão. Há tanta dor lá. Eu não acho que eles percebem o que estão sacrificando por não entenderem isso". Falando sobre o lado mais severo de Simmons visto mais tarde na segunda temporada, após a revelação dos Inumanos e a subsequente morte do agente Triplett, Henstridge explicou que no início da série, Simmons era "muito matemático", mas durante todo o período. primeira temporada "entendi que eu era mais sobre as relações humanas e o que significa salvar a vida de alguém ". Agora, "ela teve um evento traumático e voltou ao que sabe fazer de tudo preto e branco", e então "faz sentido [para ela] se existem essas pessoas - chame-as como quiser; Inumanos - que causam destruição, e você pode se livrar deles, então eles não serão mais uma destruição [sic] ... É claro que não é "tão simples assim.
Depois que Simmons fica presa no planeta Maveth por seis meses, ela se torna "profundamente diferente", com Henstridge descrevendo-a como "definitivamente ainda é sua essência - ela não muda completamente completamente. Mas ela já passou por muita coisa. Ela está endurecida. para enfrentar coisas que ela nunca teria imaginado, também sozinha sem Fitz, então ela definitivamente mudou, mais forte e meio que danificada." Descrevendo o relacionamento que Simmons desenvolve com Daniels no planeta e comparando-o com o de Fitz, Henstridge disse: "É muito visceral. É mais primitivo e intenso. Isso só vem de ter que sobreviver em um ambiente hostil, apenas tendo um ao outro em todo o planeta. As apostas são sempre tão altas, por isso é mais físico do que ela". FitzSimmons é uma queima lenta que leva anos e anos, e eles se conectam sobre o intelecto, enquanto ela e Will, é um tipo de coisa "nós contra o mundo". Depois que Daniels morre e Simmons eventualmente segue em frente. com ajuste z, os dois últimos são mostrados consumando seu relacionamento após várias temporadas de construção. "Imaginamos que eles passam a manhã depois de rir muito do que acabou de acontecer", disseram Whedon e Tancharoen: "Queremos que o relacionamento deles pareça com a amizade deles, porque todos os melhores relacionamentos são exatamente isso. Então, seguindo em frente, enquanto essa mudança muda" na amizade deles, esperançosamente, apenas aprofundaria sua conexão, isso também deve tornar as coisas um pouco mais complicadas".
Henstridge foi nomeada "Performer da Semana" da TVLine para a semana de 25 de outubro de 2015, por sua atuação em "4.722 Horas", particularmente pela interpretação no episódio todo.

### Lance Hunter
Lance Hunter (interpretado por Nick Blood), um tenente do SAS que se tornou mercenário, junta-se ao Hydra S.H.I.E.L.D. a pedido de Coulson, seguindo uma recomendação de sua ex-esposa Bobbi Morse. Apesar de um tumultuado relacionamento com Morse, Hunter se torna um S.H.I.E.L.D. agente, e arrisca sua vida para salvá-la quando ela é sequestrada. Após um incidente na Rússia envolvendo o quase assassinato do primeiro-ministro Olshenko, Hunter e Morse decidem se negar a S.H.I.E.L.D. para proteger Coulson e a equipe. Hunter continua fazendo um trabalho mercenário, com Fitz, eventualmente, buscando Hunter para libertá-lo da base do General Hale enquanto se apresentava como advogado. Hunter ajuda Fitz a resgatar Coulson e a equipe quando eles são transportados para 2091, onde sua trilha os levou a Enoch.

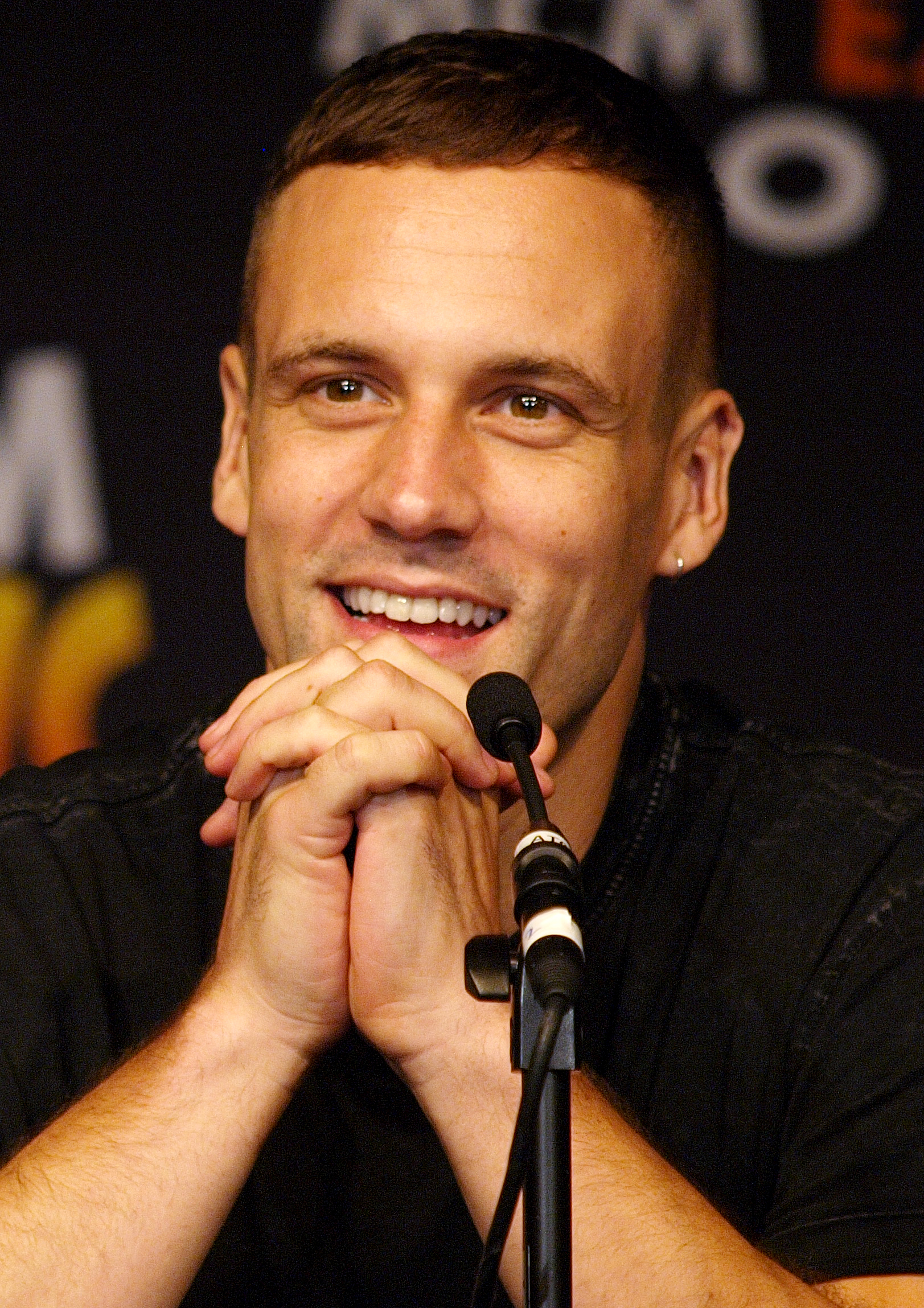
Nick Blood

Lance Hunter, criado por Gary Friedrich como a versão britânica de Nick Fury para o Captain Britain Weekly, foi confirmado em setembro de 2014 como membro do elenco principal da segunda temporada. Blood foi anunciado como elenco na San Diego Comic-Con de 2014 onde o personagem não foi descrito como um S.H.I.E.L.D. agente, mas um mercenário. Quando seu personagem se juntou ao elenco, Blood explicou que "cada personagem diferente, os personagens originais, tem um tipo diferente de resposta a [Hunter]. Geralmente eu acho que eles são um pouco cautelosos, um pouco desconfiados, [mas também] um pouco porque o legal dele entrar nesse grupo é que Lance realmente não se importa muito com o que as pessoas pensam dele, então ele é muito ele mesmo e muito confortável nisso. a etiqueta da hierarquia da S.H.I.E.L.D.."
Falando sobre a integração de Hunter na equipe após uma oferta de Coulson para se tornar um agente em tempo integral, Blood disse: "Sinto que Hunter provavelmente se sente muito independente, ainda, então não acho que ele gostaria de admitir que não é um estranho". , que ele é parte disso ... Ele não tem muito respeito pela autoridade e pelos títulos, particularmente neste mundo, mas acho que ele toma cada decisão como se trata.Se Coulson faz algo que ele respeita, tudo bem. Se ele não diz, vai dizer alguma coisa. Mas acho que ele vê que [Coulson está] tentando fazer a coisa certa, e ele tem muito respeito por ele nesse sentido ". Além disso, no relacionamento entre Hunter e Morse, Blood disse: "Eu acho que a dinâmica é ótima. Eu acho que é realmente bom e há muita verdade nessas relações que você tem onde é". não podem viver um com o outro, não podem se matar ", e esse tipo de coisa". Depois que Hunter mata um homem em "Um homem procurado (Inhu)", Blood disse: "Eu acho que isso provavelmente é mais recente para o público do que para Hunter.Eu acho que Hunter, no passado, provavelmente fez alguns atos moralmente questionáveis ... para não dizer que ele já foi uma pessoa cruel, vingativa ou imoral.Eu acho que ele está meio que montado essa linha entre o certo e o errado."
Blood deixou a série após o episódio da terceira temporada "A Despedida" para estrelar o spin-off da Marvel's Most Wanted. Como essa série não foi escolhida em maio de 2016, foi anunciado em setembro de 2017 que Blood retornaria aos Agentes da S.H.I.E.L.D durante a quinta temporada. Onde Hunter estaria de volta para ajudar Fitz a chegar em 2091 para resgatar Coulson e a equipe, Blood disse: "ele tem feito seus truques habituais, fazendo algum trabalho mercenário e brigando com Bobbi ... Ele não necessariamente tem acesso a todos os sinos e apitos que a S.H.I.E.L.D. fez, então ele tem que usar seu charme e inteligência para arrombar portas e pedir alguns favores a seus amigos desonestos".

### Bobbi Morse
Barbara "Bobbi" Morse (interpretada por Adrianne Palicki) é a ex-mulher de Hunter e uma agente da S.H.I.E.L.D. Um membro fundador da "verdadeira S.H.I.E.L.D." depois de desobedecer às ordens de Fury para salvar centenas de S.H.I.E.L.D. vidas, ela se infiltra no grupo de Coulson para reconhecimento. Coulson envia-a disfarçada dentro de Hydra, onde desistiu da localização do Agente 33 em vez de arriscar a vida de muitos outros S.H.I.E.L.D. agentes. Mais tarde, ela concorda, junto com seu companheiro "verdadeiro S.H.I.E.L.D." líderes, para combinar sua facção com a de Coulson. Ward então a seqüestra, na tentativa de forçá-la a confessar ter desistido de 33 com Hydra, mas quando Morse não se arrepende, Ward arma uma armadilha para Hunter, que o vê morto na frente dela. Morse leva a bala para Hunter, mal sobrevivendo. Após um incidente na Rússia envolvendo o quase assassinato do primeiro-ministro Olshenko, Morse e Hunter decidem negar-se à S.H.I.E.L.D. para proteger Coulson e a equipe.

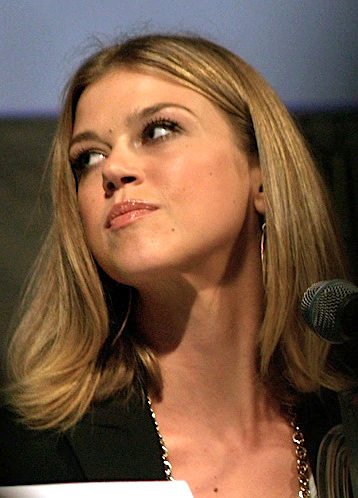
Adrianne Palicki

Na San Diego Comic-Con de 2014, o personagem Bobbi Morse / Harpia, que foi apresentado pela primeira vez em Astonishing Tales # 6 por Gerry Conway, foi revelado que apareceu na segunda temporada. Em agosto, Palicki foi escalado como Morse em um papel de convidado, para aparecer no episódio "Uma Galinha na Casa do Lobo", mas com o potencial de retornar. Palicki, um fã de quadrinhos, foi abordado pelos showrunners especificamente para o papel e, a princípio, hesitou em assumir o papel, pensando: "Eu nunca poderei interpretar outro personagem da Marvel se seguir em frente nesse papel". Palicki já tinha artes marciais e treinamento com armas, mas teve que aprender a usar os bastões do personagem, e notou semelhanças entre o estilo de luta de Morse e o estilo da Viúva Negra de Scarlett Johansson nos filmes do MCU. Palicki foi promovido à série regular com o episódio da segunda temporada "Tremores".
Ao abordar o figurino de Morse, Foley "olhou para todas as suas aparições cômicas e realmente queria tentar trazer elementos do visual dos quadrinhos para o figurino que estamos fazendo agora para o show ... mas tivemos que mudar isso, obviamente, por praticidade, porque tinha que se encaixar no nosso mundo. Tinha que ter um tipo de sentimento tático também para que fizesse sentido em nosso universo. Ela tem rebites que estão nas tiras do peito, e esses são como uma homenagem aos botões que aparecem na lateral de seu traje [dos quadrinhos mais recentes]". O traje de quadrinhos do personagem é tradicionalmente azul marinho e branco, que foi alterado para azul marinho e cinza para a série. Três conjuntos do traje foram produzidos; dois para Palicki usar e um para o dublê. Foley usou "muitos painéis extensíveis" e couro para garantir liberdade de movimento nas muitas sequências de ação do personagem.
Com a revelação da lealdade de Morse a "verdadeira S.H.I.E.L.D." Palicki explicou que o personagem "não estava fazendo nada de errado aos seus próprios olhos ... Essa foi uma escolha que ela fez. Ela já passou pelo inferno com essas pessoas. Ela se importa com o time de Coulson. Ela está dividida por causa de Hunter e ela tem uma queda por Coulson. Mas, no final, ela é realmente um soldado de verdade e sente que houve um compromisso e precisa cuidar disso." Bell, em resposta a uma pergunta sobre se Morse tinha mais segredos do que aqueles revelados durante a segunda temporada, afirmou que "ela e Hunter mantêm segredos um do outro, evidentemente há anos. E uma das coisas que acho interessante nela é que ela parece ser mais um ideólogo. - ela é leal a uma ideia - e, às vezes, o curto prazo do que parece ser traição ou conflito de curto prazo geralmente ocorre por causa do que ela vê como um bem maior, e esse é um personagem interessante para se ter em um mundo em que Coulson é muito mais "precisamos proteger ou salvar essa pessoa. "Você é leal a uma pessoa? Você é leal ao cara no bunker ao seu lado? Ou você é leal ao conceito mais amplo do que estamos lutando?"
Quando perguntada sobre sua personagem potencialmente aparecendo em um filme do MCU, Palicki disse "essa foi uma das coisas discutidas quando eu estava participando do papel, e você sabe, vamos ver o que acontece. É um mundo tão bom que nós vivemos nesse cruzamento que pode acontecer com tanta frequência agora, que no passado nunca aconteceu de verdade, ver esses mundos se unirem na tela pequena e a tela grande é muito legal." Palicki deixou a série após o episódio da terceira temporada "A Despedida" para estrelar o spin-off da Marvel's Most Wanted.
Palicki foi citada como uma menção honrosa pelo "Performer da Semana" da TVLine na semana de 20 de março de 2016, por sua atuação em "A Despedida".

### Alphonso "Mack" MacKenzie
Alphonso "Mack" MacKenzie (interpretado por Henry Simmons), um mecânico da S.H.I.E.L.D. sob Robert Gonzales, é um membro fundador do "verdadeiro S.H.I.E.L.D.", e se infiltra no grupo de Coulson com Morse. Depois de ser brevemente controlado pela mente pela tecnologia Kree, a desconfiança de Mack em alienígena e sobre-humano é aprofundada, e ele decide deixar a S.H.I.E.L.D. quando seus colegas líderes concordam em unir forças com Coulson. No entanto, após a guerra com os Inumanos, Coulson convence Mack a ficar e o coloca no comando de todos os materiais alienígenas. Coulson torna Mack o diretor interino da S.H.I.E.L.D. quando ele vai atrás de Ward e Hydra. Na estrutura, a filha de Mack, Hope, ainda está viva. Depois de ser usado por Hydra para revelar que Johnson é do mundo real, ele procura a S.H.I.E.L.D. resistência para ajudá-los. Quando o ponto de saída do Framework é encontrado, Mack escolhe ficar para trás, dizendo que o tempo que passou com a versão Framework do Hope era real o suficiente para ele. Mais tarde, ele deixa a estrutura quando a esperança desaparece entre o colapso da estrutura. Após a morte de Coulson, Mack se torna o novo diretor de S.H.I.E.L.D.

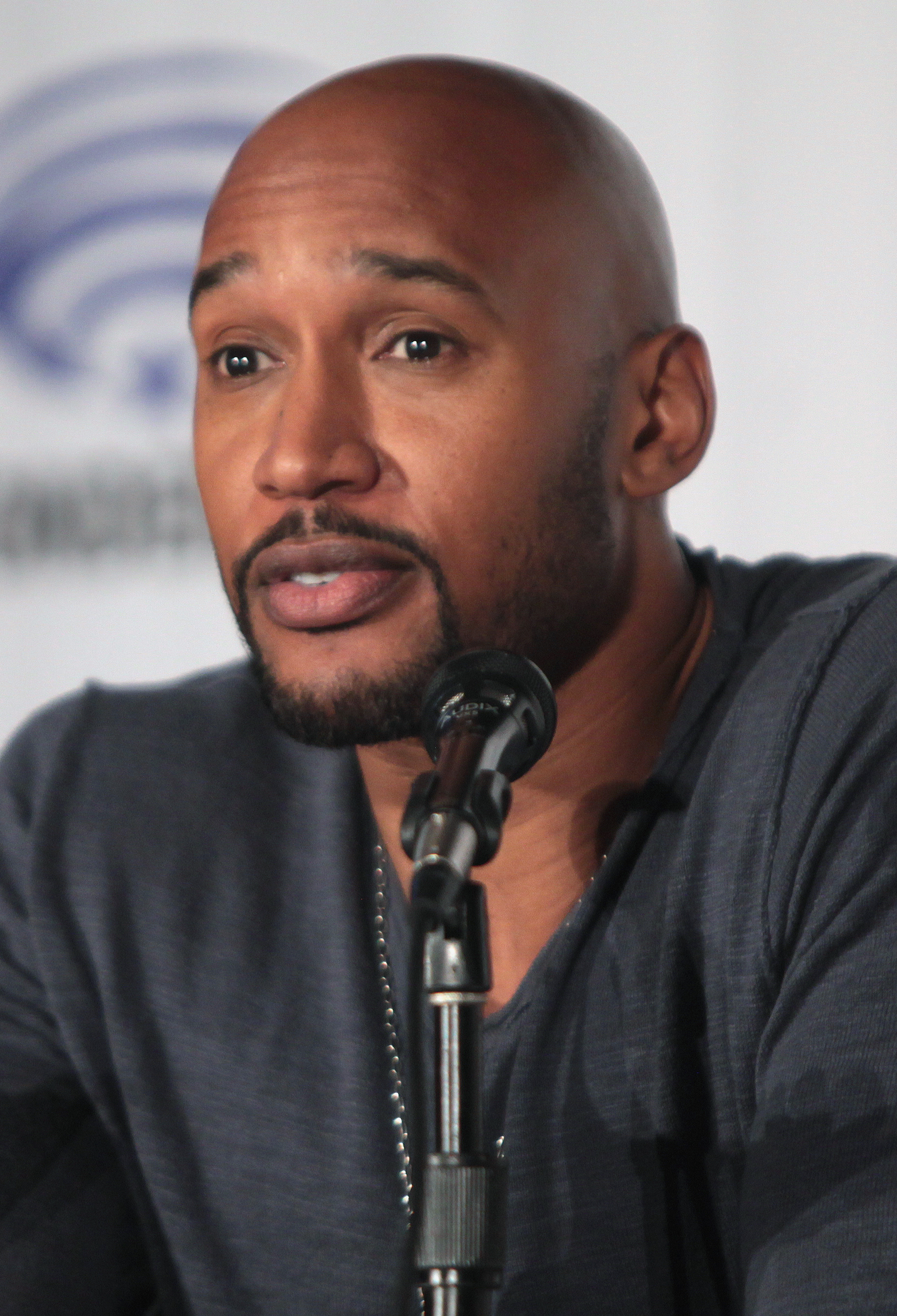
Henry Simmons

Em agosto de 2014, Simmons se juntou ao elenco como Mack, um personagem recorrente inspirado em um que apareceu pela primeira vez em Nick Fury x S.H.I.E.L.D. #3.  Ele foi promovido à série regular para a terceira temporada.
Simmons descreveu Mack como "um grandalhão. Ou seja, ele tem um coração grande, mas quando tudo se resume a isso e os negócios precisam ser concluídos, há um outro lado dele que faz isso ... Ele quer diferença, é por isso que ele quer fazer parte dessa equipe ". Na dinâmica diferente que um mecânico traz para o S.H.I.E.L.D. equipe, Simmons disse: "Eu acho que meu cara tem um elemento um pouco diferente, porque as outras pessoas têm o estresse das situações da vida cotidiana ou do perigo de morte. Mack ainda não tem isso. Ele tem o estresse. de fazer as coisas porque ele quer contribuir, mas ele não está lá fora no campo ... Eles podem ter suas piadas e tudo, mas tudo é muito sério.Eu vejo que meu cara traz um pouco de cor diferente para Ele tem um pouco mais de humor, é um pouco mais descontraído." Na posição de Mack sobre a violência, Simmons confirmou que" Mack é realmente um cara que não gosta de violência, mas quando empurrado, é "por qualquer meio necessário". Ele não gosta, mas faz o que tem que fazer."
Após a lealdade de Mack a "verdadeira S.H.I.E.L.D." A facção é revelada e, à medida que sua desconfiança por Coulson aumentou durante a segunda temporada, Simmons falou dos sentimentos de Mack em relação a Coulson: "Ele respeita Coulson. E acho que ele realmente gosta de Coulson. Mas acho que ele acredita que Coulson não é o homem certo. para o trabalho ... olha, eu sou leal, mas se o chefe está fazendo coisas que realmente não estão em nossa descrição do trabalho, e ele está nos usando para fazer coisas por razões pessoais, e então um dos meus irmãos Sim, eu tenho um problema, e todo mundo deveria também ... quando Coulson está em seu estado mais louco e prestes a matar Sebastian Derik, ninguém nunca viu Coulson assim. mas ela tem um relacionamento diferente com ele, tem algo de pai / filha acontecendo. Então, fora de toda a equipe, eu fui o único a vê-lo assim, completamente fora de controle. Tentei explicar isso a Hunter —Se isso aconteceu naquele instante, o que vai acontecer quando tudo estiver em jogo? está agindo? - e Hunter meio que deixou isso de lado. Mas essa é outra razão pela qual Mack é muito, muito profundamente cético."
Na sexta temporada, Mack se torna o novo diretor de S.H.I.E.L.D. Simmons "ama o desafio de ser o diretor de S.H.I.E.L.D." mas sentiu que "a única coisa que pode impedir a capacidade de liderança de Mack é sua relutância em colocar as pessoas que ele ama na linha de perigo", o que leva à "decisão mais difícil de Mack como diretor".

### Lincoln Campbell
Lincoln Campbell (interpretado por Luke Mitchell) é um médico desumano com a capacidade de controlar cargas elétricas. Ele ajuda Skye a se adaptar à sua nova vida pós-terrigênese, e sua tentativa posterior de protegê-la da S.H.I.E.L.D. e Hydra leva à sua captura e experimentação nas mãos do Dr. List. Skye salva sua vida, e quando ela liga Jiaying uma vez percebendo suas verdadeiras intenções, Campbell logo se convence a fazer o mesmo. Após a morte de Jiaying, Campbell tenta viver uma vida normal, convencido de que suas habilidades desumanas são uma maldição, mas é caçado pela ATCU e se torna um fugitivo. Posteriormente, ele se junta à S.H.I.E.L.D. para proteção e estar perto de Skye - agora passando por Daisy Johnson e com quem Campbell forma um relacionamento - e se torna um Guerreiro Secreto. Campbell decide se sacrificar para salvar a equipe e o mundo do plano de Hive, levando Hive e uma ogiva nuclear ao espaço em um quinjet onde a arma pode detonar sem afetar a Terra.
Daisy mencionou que Lincoln tem uma irmã chamada Amanda, para quem Daisy envia dinheiro de ajuda.

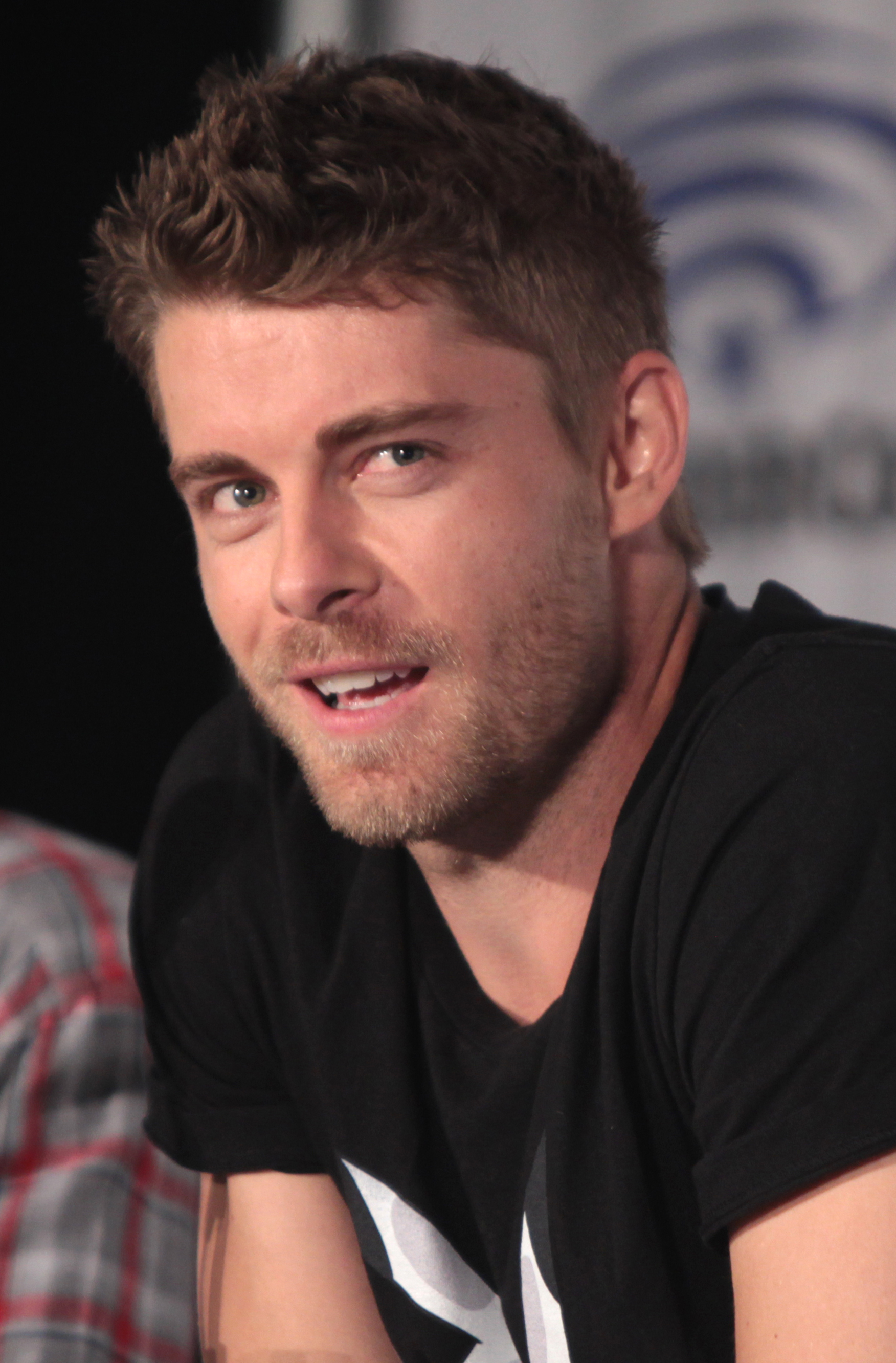
Luke Mitchell

Mitchell foi apresentado como Lincoln Campbell, um personagem recorrente, na segunda temporada. Ele foi promovido à série regular pela terceira temporada. Com relação à introdução do personagem, Bell afirmou que "conhecer o personagem de Luke no mundo desumano está apenas criando uma nova dinâmica. Estamos levando Skye para um grupo com um monte de pessoas diferentes. Até agora, vimos que há um cara sem olhos, e há uma mulher que agora está coberta de espinhos. E como no mundo dos X-Men, há um punhado de pessoas que se parecem mais com eles, mas muitas delas acabam sendo apenas pessoas atraentes com E pensamos: “Ei, vamos ter alguns deles também!” Estávamos procurando um novo personagem, e Luke realmente nos impressionou. Ele era um bom ator, tinha uma boa qualidade e nós sentimos ele pode ser uma boa pessoa para introduzir Skye neste outro mundo."
Na terceira temporada, Mitchell explicou que "o Lincoln ao qual o público foi apresentado na segunda temporada era um lado de Lincoln, e esse lado de Lincoln não era necessariamente uma mentira, a verdade ou o que quer que fosse, mas todos nós mostramos caras diferentes. ambientes diferentes ... Eu acho que naquele ambiente Lincoln estava muito sob o feitiço dos Anciãos Inumanos.Ele desempenhou seu papel na hierarquia de lá e acreditou na causa, que então foi exposta ao mal.Em seguida, na terceira temporada, é como, uau, como ele está lidando com os eventos da segunda temporada?" Ao ver o lado sombrio de Lincoln na terceira temporada, Mitchell disse:" Acho que veremos muito mais problemas de Lincoln com seus o passado aparece, em particular possivelmente alguns problemas de raiva que não foram resolvidos. Eles levantam a cabeça de vez em quando. Certamente em questões de conflito, em situações de pressão".
No relacionamento que Campbell desenvolve com Johnson, a única pessoa que pode "mantê-lo um pouco sob controle quando se trata de sua raiva", Mitchell disse, "ele quer fazer algo da sua vida, mas não vê nada sem Daisy. na foto ", e" se algo acontecesse com Daisy, acho que Lincoln não ficaria no S.H.I.E.L.D., Daisy é a vida dele. Ele fará qualquer coisa para recuperá-la ". Isso é visto quando ele concorda em usar um "colete de assassinato" como um seguro contra falhas e quando desobedece às ordens de testar uma antitoxina experimental em si mesmo - "Uma vez que ele faz isso e não funciona, eles o colocam no módulo de contenção para seu próprio benefício, porque seu sistema imunológico está pronto. Torna-se incrivelmente frustrante". Mitchell acrescentou: "Ele toma essas decisões, mas você ainda vê o medo nele quando ele faz isso. Não é apenas bravata ... Há um profundo poço de emoção nele".
O episódio "Dando um Pulinho no Passado" começa com um misterioso flash-forward para três meses no futuro, mostrando um agente S.H.I.E.L.D. não identificado aparentemente morto no espaço", levando a um "evento de quatro episódios" para os episódios finais do episódio. temporada, comercializada como agentes da S.H.I.E.L.D.: Fallen Agent. Um pôster criado por Greg Land para o evento recriou a capa do "icônico" O Espetacular Homem-Aranha #121, que serviu como a primeira edição do arco da história "A Noite Gwen Stacy Morreu", e antes da temporada No final, a Marvel lançou uma série de vídeos que "comemoravam" cada personagem em potencial que poderia ter sido o Agente Caído. O episódio final da temporada revela que é Campbell quem morre, que os produtores executivos sabiam que entraria na temporada ao formar os arcos para Lincoln, Daisy e Ward.  Bell disse que "mereceu", acrescentando que Lincoln chega a um ponto em que percebe qual é o seu objetivo, com Whedon explicando que a decisão foi baseada no fato de que a série não "queria ser um programa de contagem de corpos, mas é um mundo real com apostas reais. O que não tínhamos feito é a morte heróica e a morte em sacrifício total. Esta foi uma decisão consciente. Também pensamos que há uma poesia no fato de que a pessoa que faz isso não se considera um herói. Essa é a beleza do momento - não é apenas para [Daisy], mas é, e não é apenas para ele, mas é."

### Holden Radcliffe

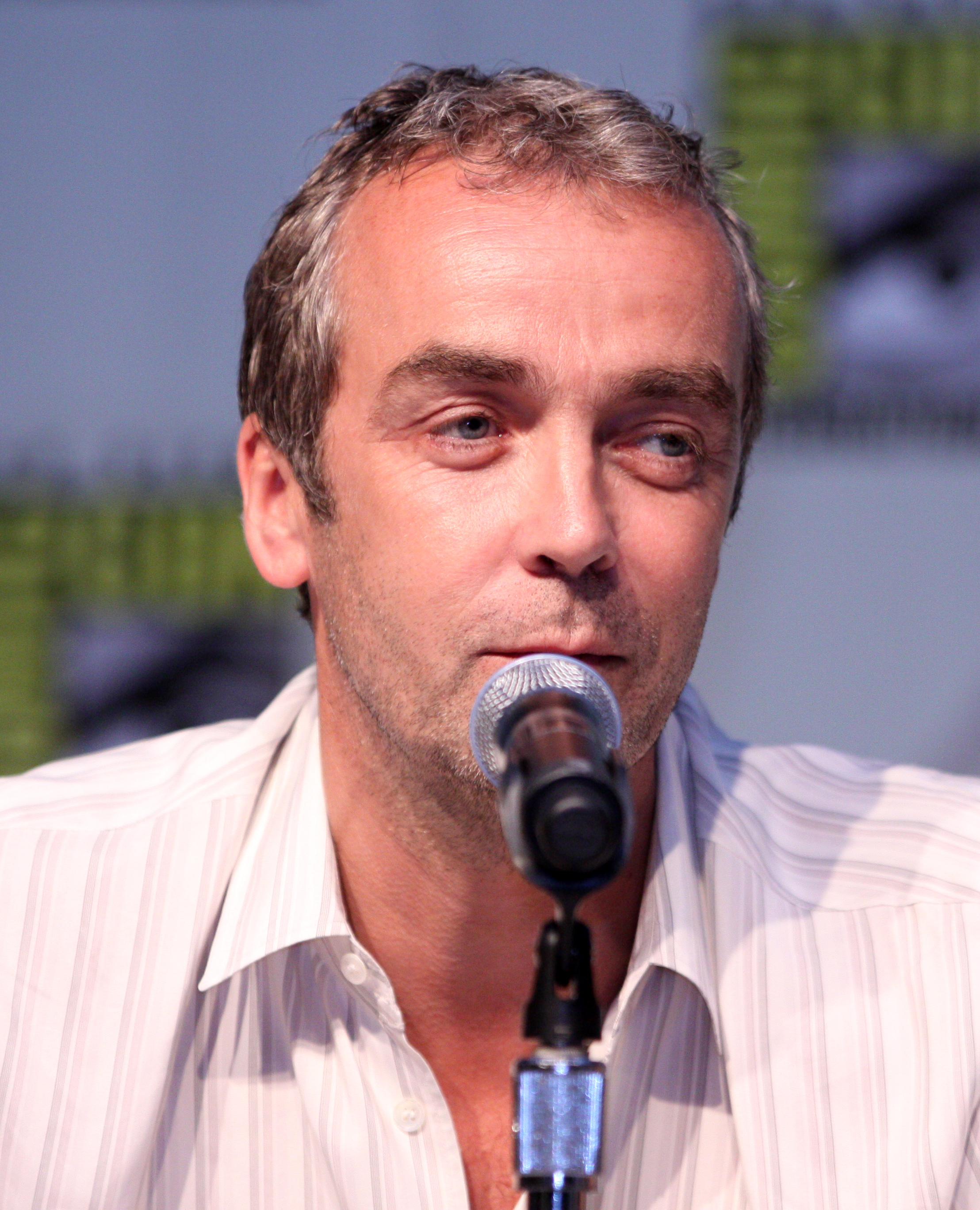
John Hannah

Holden Radcliffe (interpretado por John Hannah) é um transhumanista que acredita na melhoria da humanidade através da melhoria. Devido a seus estudos sobre parasitas, Fitz e Simmons buscam sua ajuda para neutralizar as habilidades de Hive, mas ele é sequestrado por Hive primeiro para ajudar a recriar o experimento original de Kree que criou os Inumanos. Depois de um S.H.I.E.L.D. Na base da Hive, Radcliffe escapa e concorda em cooperar com Coulson e Talbot. Após ser absolvido, Radcliffe transfere sua inteligência artificial AIDA para um Life Model Decoy (LMD), um velho S.H.I.E.L.D. projeto, que Radcliffe também nomeia Aida. Depois de ver as páginas do Darkhold, Radcliffe começa a usar seus LMDs, incluindo Aida e um chamariz de maio, para tentar tomá-lo por conta própria, na tentativa de aprender o segredo da vida eterna. Temendo por sua segurança, Radcliffe também cria um engodo para si mesmo e busca proteção contra os cães de guarda. Usando o Darkhold e os recursos do Superior dos Watchdogs, Racliffe cria um mundo digital inteiro dentro do Framework. Sentindo que Radcliffe pode um dia comprometer a estrutura, Aida corta os pulsos de Radcliffe e carrega sua mente para a estrutura quando seu corpo morre. Dentro da Estrutura, sua consciência residia em Ogygia com Agnes em troca de não interferir no trabalho de Aida como Madame Hydra. Depois de se redimir, Holden é excluído do colapso do Framework.
Hannah retornou como Radcliffe durante o final da terceira temporada, antes de ser promovida ao elenco principal da quarta temporada. Sobre Radcliffe transferindo sua inteligência artificial AIDA para um modelo de vida, Whedon disse: "Radcliffe tem um bom coração, mas está disposto a fazer qualquer coisa pela ciência. Ele está empolgado com a perspectiva. Ele disse que Fitz e Simmons tiveram amigos morrendo e talvez eles não precisassem. Ele está claramente abrindo uma caixa. Se é ou não a caixa de Pandora, veremos. Ele acha que há algo além dos humanos. " Tancharoen acrescentou: "Para alguém como Radcliffe, ele pode acreditar que esse é apenas o próximo passo na evolução humana. Há várias pessoas que estão mudando o corpo agora, então o que isso significa? Qual é a raiz disso?"
Hannah sentiu que retratar Radcliffe era "bastante interessante", descrevendo-o como "alguém que não é o mocinho de cabeça para baixo e de coração branco", mas ainda não é "um cara mau". Ele também observou os sentimentos paternais que Radcliffe tem em relação a Aida, afirmando: "possivelmente à medida que o relacionamento deles se desenvolve, pois ela prova que há quase uma maneira paterna ... solidária e compreensiva pela qual essa tecnologia desenvolveu a autoconsciência e como essa autoconsciência". Um pouco como você faria com uma criança, onde uma criança se torna consciente de suas próprias limitações, suas próprias carências. Eu diria que certamente há um tipo de senso de divindade muito benigno sobre isso - um benigno ... não uma ditadura, mas uma maneira benigna dos pais sobre isso."

### Elena "Yo-Yo" Rodriguez

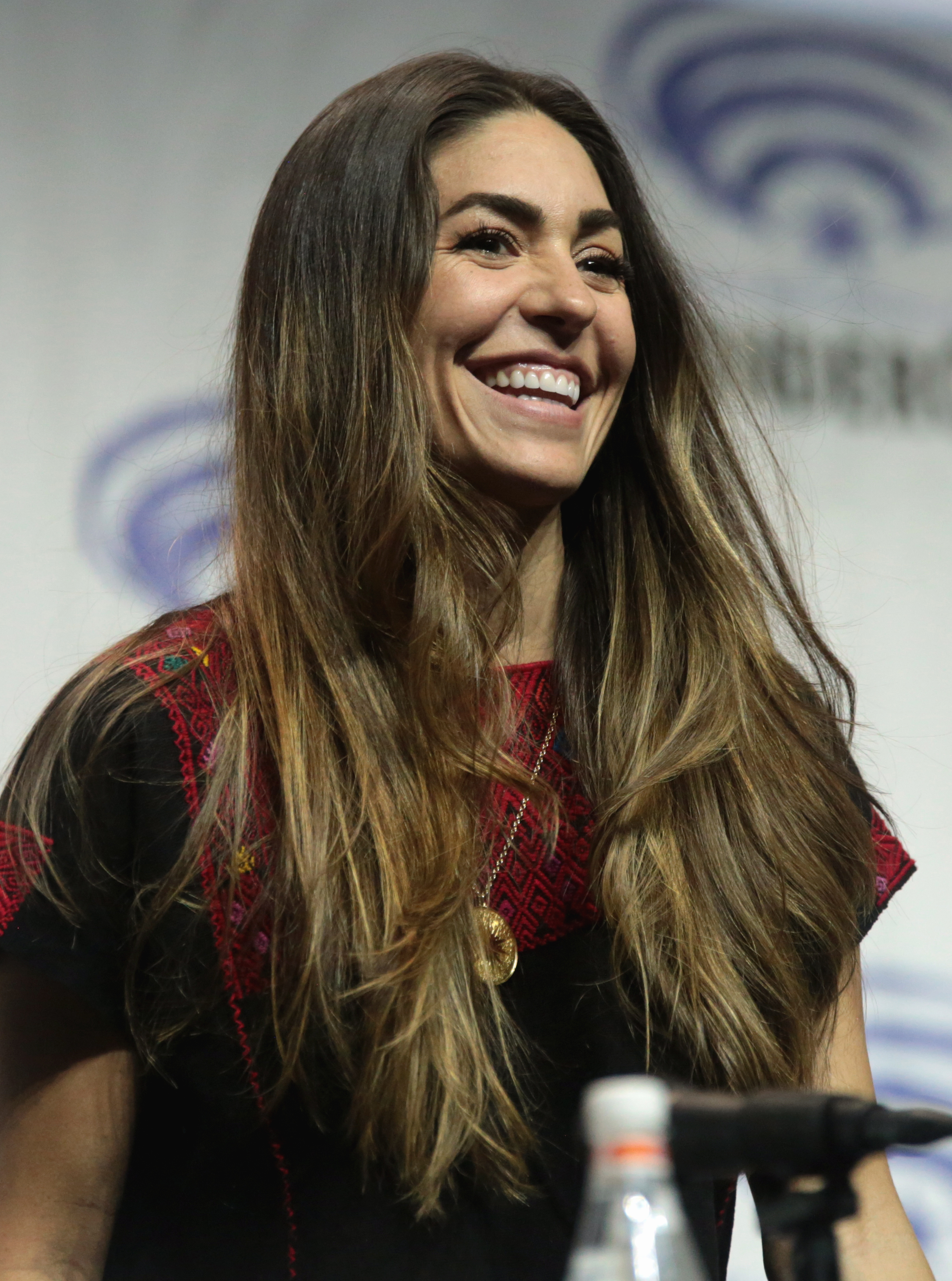
Natalia Cordova-Buckley

Elena Rodriguez (interpretada por Natalia Cordova-Buckley) é uma inumana colombiana que pode se mover em alta velocidade por uma batida no coração, antes de retornar ao ponto em que começou a se mudar. Ela entra em contato com S.H.I.E.L.D. quando a investigam por roubar armas dos membros corruptos da polícia local. Ela cresce perto de Mack, que a chama de "Yo-Yo", e finalmente concorda em se juntar aos Guerreiros Secretos. Após a assinatura dos Acordos de Sokovia, Rodriguez retorna à sua vida com acompanhamento ocasional por S.H.I.E.L.D. Mais tarde, Rodriguez ajuda Daisy Johnson e Jemma Simmons a se infiltrar no Framework. Depois que Johnson e Simmons não conseguem resgatar Mack da estrutura, Rodriguez entra para resgatá-lo.
Em fevereiro de 2016, Cordova-Buckley foi escalado como "Yo-Yo" Rodriguez, baseado no quadrinho Guerreiro Secreto de mesmo nome. Cordova-Buckley soube do papel depois que ela foi escalada para a série e, posteriormente, pesquisou os quadrinhos em busca de inspiração. Ela descreveu o personagem, como é apresentado inicialmente na série, como um combatente da liberdade que "de muitas maneiras ela quer ajudar seu povo na Colômbia e quer fazer o bem com seus poderes e garante que ela seja muito inflexível. sobre como ela faz as coisas. " Ela também observou a raridade da espiritualidade do personagem, dizendo que ela "tem toda essa conexão espiritual com seus poderes, o que é raro ver em um filme de super-herói ... Ela quer usar [seus poderes] como o que chama de bênção. e um presente de Deus para ajudar os outros, por isso é uma abordagem muito única para tudo".  Ao retratar o personagem pela primeira vez, Cordova-Buckley sorria sempre que Rodriguez estava prestes a usar suas habilidades, para mostrar uma adrenalina e a sensação de ter esse poder. Após respostas positivas dos fãs, a atriz transformou esse traço em uma personalidade mais travessa para o personagem. Antes do início da quinta temporada, foi revelado que Cordova-Buckley havia sido promovido à série regular.

### Deke Shaw

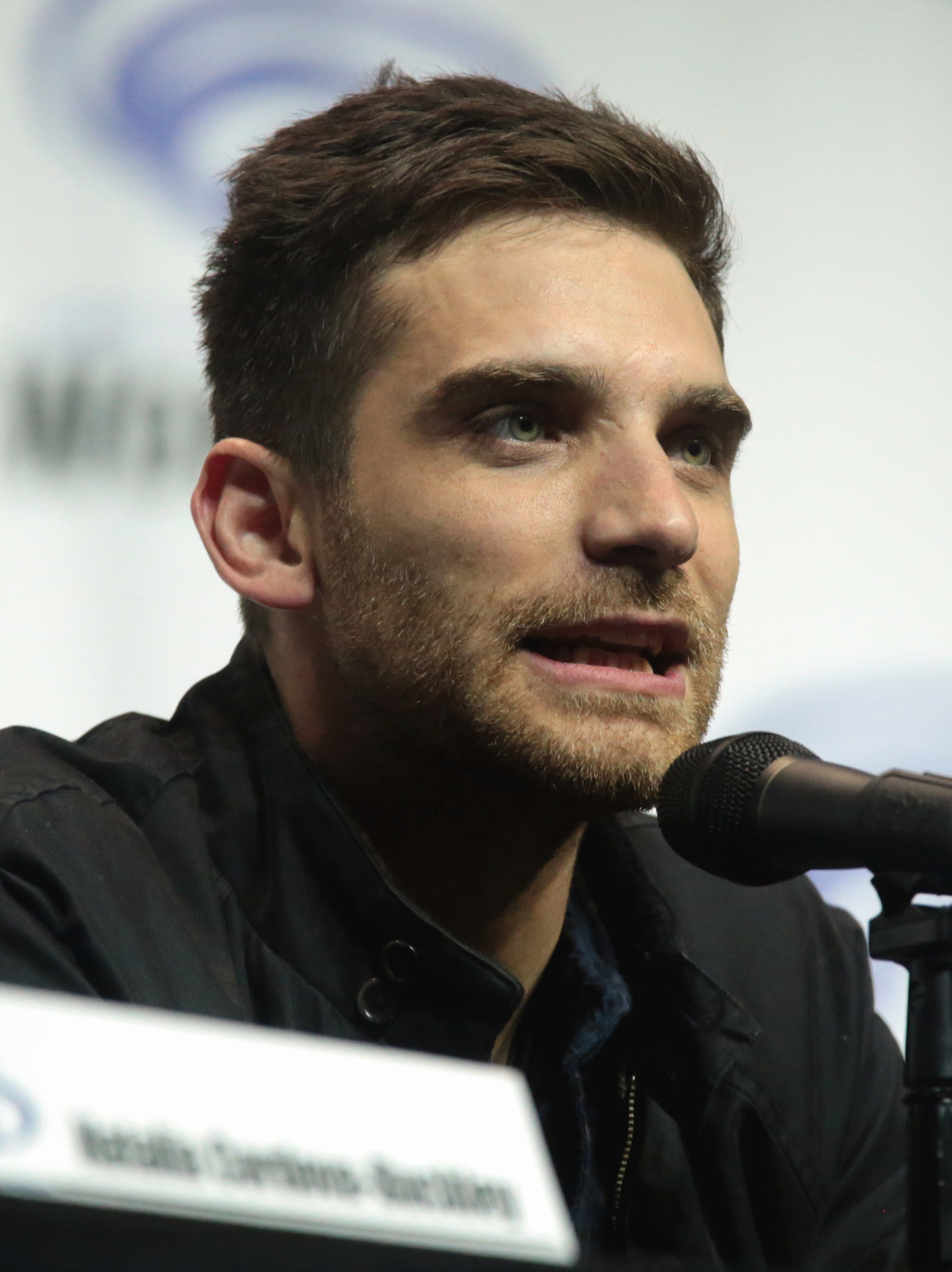
Jeff Ward

Deke Shaw (interpretado por Jeff Ward) é "o sobrevivente definitivo" e um "limpador desonesto" na estação espacial Lighthouse no ano de 2091. Com uma mente afiada e raciocínio rápido, ele tem a capacidade de adquirir itens por um preço. Durante a batalha final com Kasius, Enoch e Deke sacrificam suas vidas para levar a equipe de Phil Coulson de volta ao seu próprio tempo. No entanto, Deke é revelado que foi enviado ao presente com Coulson e sua equipe e é encontrado e resgatado da prisão por Daisy sob o pseudônimo de Sinara Smith. Mais tarde, Deke percebe que é neto de Fitz e Simmons, eventualmente contando o último. Quando um Glenn Talbot, com aumento de gravitacional, foi derrotado por Daisy, Simmons não conseguiu encontrar Deke em seu quarto.
Na sexta temporada, é revelado que Deke deixou S.H.I.E.L.D. iniciar uma empresa de tecnologia que envolvia o uso do Framework para um videogame de realidade virtual, além de "emprestar" o S.H.I.E.L.D. tecnologia para fazer novas inovações. Apesar disso, S.H.I.E.L.D. ficou de olho nele através do agente Trevor Khan, que trabalhava disfarçado como parceiro. Ele foi alvejado pelo grupo de Sarge, que o confundiu com uma transportadora Shrike devido a suas leituras estranhas antes de ser resgatado por Mack e May. Enquanto ajuda a S.H.I.E.L.D. Como a equipe frustra o plano de Sarge de destruir os picos de Izel, Deke se apaixonou pelo floco de neve associado depois que Sarge a abandonou por causa de sua vingança.
Ward foi escalado em agosto de 2017; seu papel foi anunciado em novembro de 2017. Ward havia sido originalmente escolhido como Virgil, um personagem que morre no primeiro episódio. Durante a leitura da mesa do episódio, o elenco principal sentiu Ward "acertar em cheio" como Virgílio e queria que ele continuasse como Deke, que ainda não havia sido escalado. Os produtores estenderam a mão para Ward após a leitura para audição para Deke, e acabaram sendo escalados para o papel.
Na Comic-Con de San Diego 2018, foi revelado que Ward havia sido promovido a uma série regular pela sexta temporada.